# Partido Popular Europeo
El Partido Popular Europeo (PPE; en inglés European People's Party, abreviado EPP) es un partido político europeo de centroderecha y europeísta. Fue fundado en 1976 por partidos demócrata-cristianos, pero posteriormente ha ampliado su composición para incluir a conservadores y otras perspectivas de centroderecha.
El PPE es el principal partido de la Unión Europea (UE), con 188 diputados en el Parlamento Europeo, todos ellos presentes en el Grupo del Partido Popular Europeo. El PPE incluye partidos tan importantes como: la Unión Demócrata Cristiana de Alemania (Alemania), Los Republicanos (Francia), Forza Italia (Italia) o el Partido Popular (España), y cuenta con miembros en todos los Estados de la Unión Europea.
La Comisión Europea
Además, desde el 1 de diciembre de 2019 es el partido que preside la Comisión Europea, con Ursula von der Leyen presidiendo un gabinete de veintiséis comisarios, de los cuales ocho son del PPE. Dicha Comisión se formó tras conseguir pactar un acuerdo de gobierno con el Partido de los Socialistas Europeos y el grupo Renovar Europa. También tiene diez miembros en el Consejo Europeo, incluida Ursula von der Leyen.
Internacional
Con ochenta partidos repartidos en 43 países de Europa, controla once estados de todo el continente y cuenta con el mayor grupo de la Asamblea Parlamentaria del Consejo de Europa (organización diferente y ajena a la UE), con más de 190 miembros en el Grupo del Partido Popular Europeo.

## Historia
Según la página web, el Partido Popular Europeo «es la familia política del centro-derecha, cuyas raíces se hunden en lo profundo de la historia y la civilización del continente europeo y que ha sido pionero en el proyecto europeo desde su creación».

### Orígenes

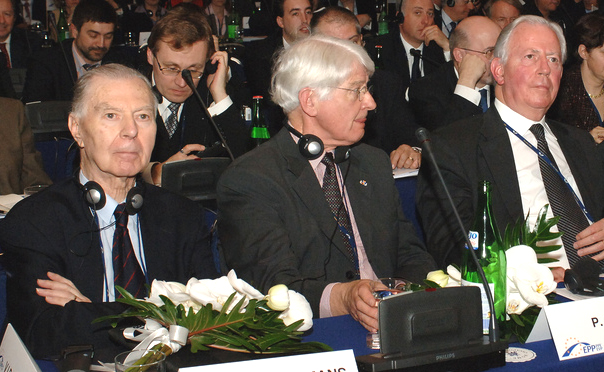
De izquierda a derecha: Leo Tindemans, Piet Bukman y Jacques Santer; expresidentes del Partido Popular Europeo.

El partido fue formalmente fundado en Luxemburgo el 8 de julio de 1976 por los partidos alemanes Unión Demócrata Cristiana y Unión Social Cristiana de Baviera, por los belgas Cristiano Demócrata y Flamenco y Centro Democrático Humanista, el irlandés Fine Gael, el italiano Democracia Cristiana (actualmente disuelto), el luxemburgués Partido Popular Social Cristiano y los holandeses Partido Popular Católico, Unión Cristiana Histórica y Partido Antirrevolucionario, actualmente integrados en la Llamada Demócrata Cristiana.
Sin embargo, muchas asociaciones políticas de centroderecha ya existían para entonces y pueden ser vistas como predecesoras del Partido Popular Europeo. El ejemplo más claro son los Nuevos Equipos Internacionales de 1947, transformado en 1965 en la Unión Europea de Demócratas Cristianos, que a su vez desciende del Secretariado Permanente de los partidos de inspiración social-cristiana, fundado en 1925 por el italiano Luigi Sturzo y el francés Georges Bidault. También existía el Grupo Demócrata-Cristiano en el Parlamento Europeo, que hasta 1979 se elegían en los diferentes parlamentos de los Estados miembro de la Comunidad Europea.
Si bien, los inicios no fueron sencillos, ya que los partidos alemanes apostaban por la apertura del PPE a conservadores y liberales para evitar que el Parlamento Europeo fuera controlado por los socialistas, pero encontraron la oposición de la mayoría de los partidos. Esto dio como resultado la creación de la Unión Demócrata Europea, con partidos de Austria, Portugal, Reino Unido, Suecia o Grecia, además de los alemanes del PPE, que establecieron una doble militancia europea.

### Las primeras elecciones del Parlamento Europeo

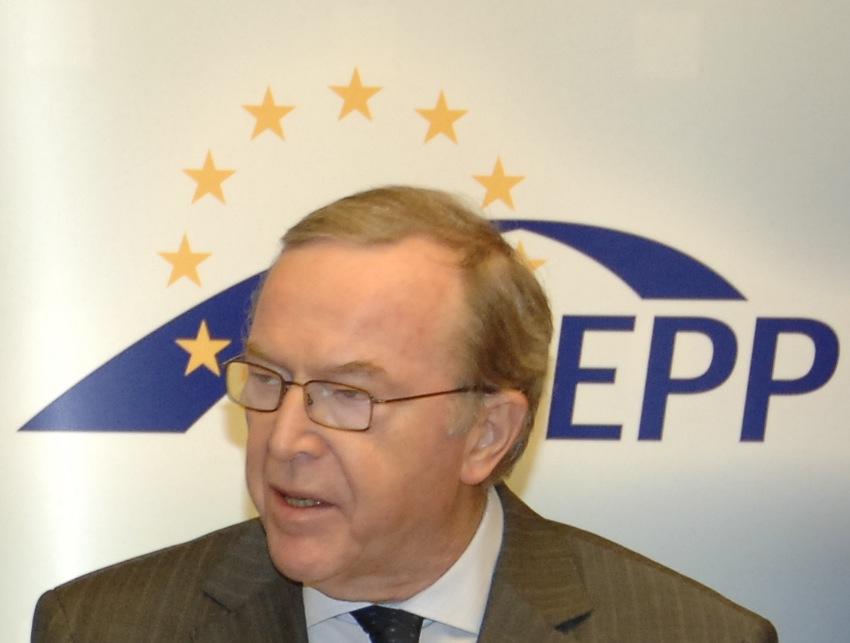
Wilfried Martens, presidente del Partido Popular Europeo de 1990 hasta 2013.

En 1979 se celebraron las primeras elecciones directas para elegir el Parlamento Europeo, obteniendo el Partido Popular Europeo 107 de los 410 escaños en disputa, aumentando a 117 de 434 tras la entrada de Grecia en la Comunidad Europea. Estas elecciones fueron ganadas por la confederación de partidos socialistas que lograron 113 escaños.
En el V Congreso, celebrado en 1984 en la ciudad italiana de Roma, el partido adoptó un Programa de acción para las segundas elecciones directas al Parlamento Europeo, que se celebraron ese mismo año con 110 escaños de los 434 en disputa, 20 por debajo de los logrados por el los socialistas. Un año más tarde sería elegido el neerlandés Piet Bukman como líder del partido.
En 1986 se produjo la entrada de España y Portugal en la Comunidad Europea, lo que amplió el Parlamento Europeo hasta los 518 escaños, aumentando en 9 escaños su presencia en la cámara gracias a la entrada del portugués Partido Social Demócrata y los españoles Partido Demócrata Popular, la Unió Democràtica de Catalunya y el Partido Nacionalista Vasco.
En 1987, el Partido Popular Europeo eligió en el VII Congreso, celebrado en Luxemburgo a Jacques Santer como presidente, durando tres años en el cargo y siendo sustituido por Wilfried Martens en 1990 en el VIII Congreso en la ciudad irlandesa de Dublín. Un año antes, el PPE lograba 121 escaños de 518 en las elecciones de 1989, casi 60 menos que los socialistas.

### Unificación del centro-derecha europeo

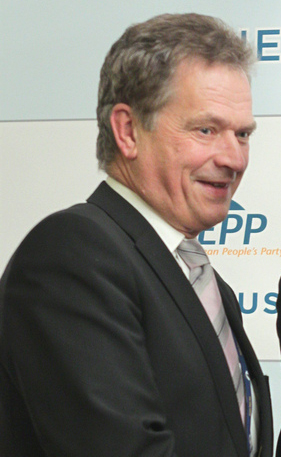
Sauli Niinistö fue el artífice de la integración de la Unión Democrática en el Partido Popular Europeo.

La división del centro-derecha se mantuvo hasta los años noventa, cuando la apertura ideológica del Partido Popular en búsqueda de lograr mayorías que permitieran realizar sus ideas, y tras la entrada de nuevos países en la Unión Europea, hizo perder fuerza a la Unión Europea de Demócratas Cristianos que acabó por ser absorbida por el PPE en 1999. Ya en 2002 el político finés Sauli Niinistö impulsó la fusión de la Unión Demócrata, de la cual era presidente, y el Partido Popular, con Wilfried Martens a la cabeza, que se hizo realizad en octubre de 2002, en el XV Congreso del PPE en la ciudad portuguesa de Estoril. Como reconocimiento a sus esfuerzos, Niinistö fue nombrado presidente honorario del Partido Popular Europeo ese mismo año.
Antes de esta unión formal, el 1 de mayo de 1992 los grupos del PPE y de la UDE se fusionaron formando el Grupo del Partido Popular Europeo y de los Demócratas Europeos, que tras el resultado de las elecciones de 1994, donde el Partido Popular obtuvo 157 escaños de los 567 en disputa y los Demócratas veintiséis diputados, logró ganar las elecciones de 1999 consiguiendo 233 escaños de los 626 del Parlamento Europeo, frente a los 180 del Grupo del Partido Socialista Europeo.
Durante estos años, la familia popular fue ampliándose con entradas como las del Partido Popular español y del Partido Popular Austríaco en 1991, los partidos conservadores escandinavos, así como el Partido Popular Sudtirolés en 1993, la Agrupación Democrática chipriota y el Partido Demócrata Cristiano suizo en 1994, los partidos de los países del este candidatos a entrar en la Comunidad en 1996, o el partido italiano Forza Italia en 1999.
En este periodo también se creó el Comité de las Regiones (1994), donde el PPE arrancó con 85 miembros y la presidencia a cargo del francés Jacques Blanc, y diferentes asociaciones vinculadas al Partido Popular Europeo como la Unión Europea de Mayores en 1995 o la primera red PYMES Europa en 1996, disuelta en 2012.

### División por el federalismo europeo

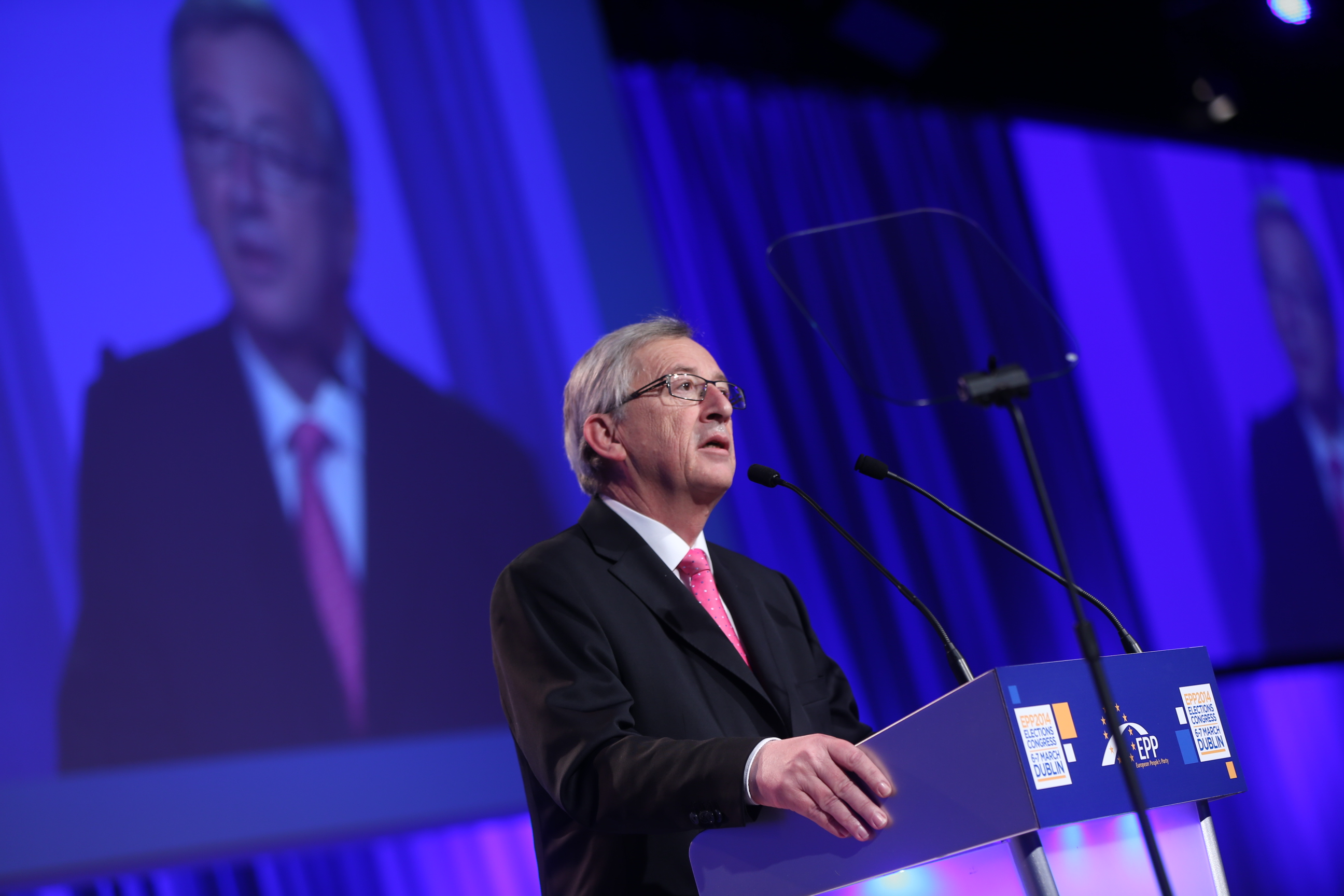
Jean-Claude Juncker en el Congreso del Partido Popular Europeo en 2014.

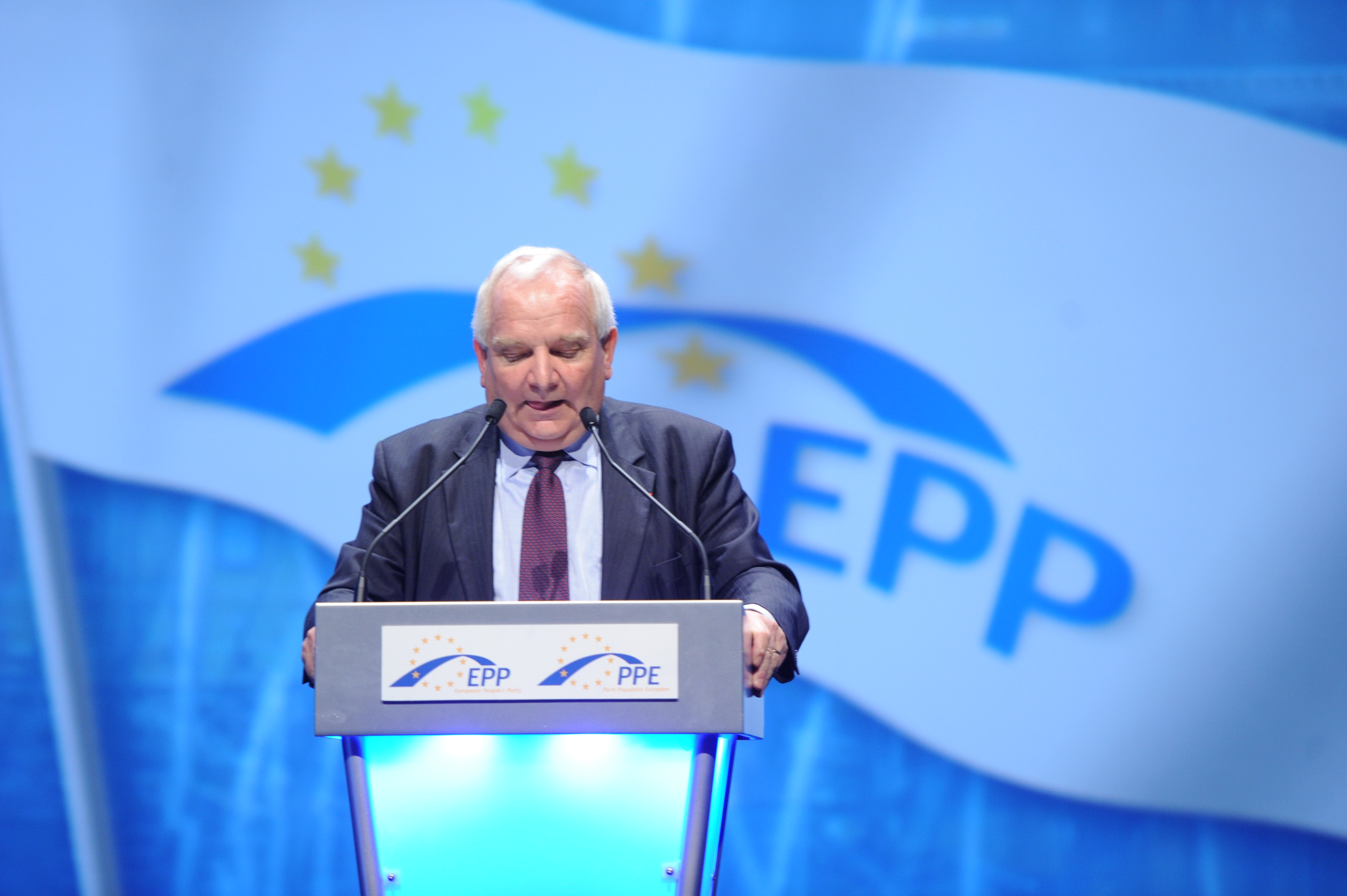
Joseph Daul en el Congreso de Marsella del Partido Popular Europeo en 2011.

Tras la llegada del siglo XXI el Partido Popular Europeo apuesta por la construcción federal de la Unión Europea con la Convención sobre el futuro de Europa para la redacción de la Constitución Europea. Si bien, el XV Congreso de la ciudad portuguesa de Estoril se aprueba el documento «Una Constitución para una Europa fuerte» donde no se apuesta por un modelo determinado tras desavenencias entre los conservadores alemanes y los españoles, franceses, italianos e ingleses.
En las elecciones europeas de 2004, el PPE consiguió 268 diputados, sus mejores resultados históricos, y logrando una diferencia de más de sesenta escaños con el Partido Socialista Europeo. Antes de estas elecciones, entraron nuevos partidos como la italiana Unión de Demócratas por Europa, la francesa Agrupación por la República o los eslovacos Unión Demócrata y Cristiana Eslovaca-Partido Democrático y Movimiento Demócrata Cristiano, estos como observadores.
En 2006 comenzó una nueva división en el Partido Popular Europeo, esta vez por la derecha, ya que el Partido Conservador británico y el Partido Democrático Cívico de la República Checa fundaron el Movimiento para la Reforma Europea, una entidad de partidos euroescépticos al margen del Parlamento Europeo que, tras las elecciones del 2009 formó el Grupo de los Conservadores y Reformistas Europeos y posteriormente la Alianza de los Conservadores y Reformistas Europeos.
A pesar de esta división, el Partido Popular Europeo no sufrió excesivamente y logró formar un grupo político en el Parlamento Europeo de 265 escaños, frente a los 184 del Grupo de la Alianza Progresista de Socialistas y Demócratas y los 55 diputados del nuevo grupo euroescéptico.
Tras la salida de los partidos más euroescépticos, en el Congreso de 2002 en la ciudad rumana de Bucarest, el PPE aprobó un manifiesto donde, entre las prioridades políticas del partido, se incluían una «unión política europea», la «realización del mercado único europeo», la «elección directa del presidente de la Comisión Europea» y el «fortalecimiento de los partidos políticos europeos».
Con estas bases, el Partido Popular Europeo afrontó las elecciones de 2014 con el luxemburgués Jean-Claude Juncker como candidato a la presidencia de la Comisión Europea y logrando 212 diputados y un grupo parlamentario de 221 escaños, frente a los 184 del Partido de los Socialistas Europeos y los 191 del Grupo de la Alianza Progresista de Socialistas y Demócratas.
Tras las elecciones, populares, socialistas y liberales llegaron a un acuerdo con el que Juncker consiguió ser elegido presidente de la Comisión y el PPE logró una gran cuota de poder con la presidencia del Parlamento Europeo los dos últimos años y medio de legislatura, así como otros 6 miembros de la mesa, y trece comisarios de la Comisión Juncker, estos tras acuerdo del Consejo Europeo.
El 8 de octubre de 2013, Wilfried Martens dejó el cargo de presidente del Partido Popular Europeo por motivos de salud, aquejado de un cáncer de páncreas, falleciendo dos días después. En sustitución fue nombrado el francés Joseph Daul, miembro de Los Republicanos, y siendo confirmado por la Asamblea Política del PPE el 12 de noviembre con el apoyo de 112 de los 124 representantes de los partidos integrantes.

## Líderes históricos
Desde su fundación, el Partido Popular Europeo ha tenido seis presidentes y cinco secretarios generales:
| Presidente | Presidente       | Periodo    | Partido político                             |
| ---------- | ---------------- | ---------- | -------------------------------------------- |
|            | Leo Tindemans    | 1976-1985  | Cristiano Demócrata y Flamenco (Bélgica)     |
|            | Piet Bukman      | 1985-1987  | Llamada Democristiana (Países Bajos)         |
|            | Jacques Santer   | 1987-1990  | CSV (Luxemburgo)                             |
|            | Wilfried Martens | 1990-2013  | Cristiano Demócrata y Flamenco (Bélgica)     |
|            | Joseph Daul      | 2013-2019  | Los Republicanos (Francia)                   |
|            | Donald Tusk      | 2019-2022  | Plataforma Cívica (Polonia)                  |
|            | Manfred Weber    | desde 2022 | Unión Social Cristiana de Baviera (Alemania) |

| Secretario general | Secretario general    | Periodo   | Partido político                     |
| ------------------ | --------------------- | --------- | ------------------------------------ |
|                    | Jean Seitlinger       | 1976-1983 | UDF (Francia)                        |
|                    | Thomas Jansen         | 1983-1994 | Unión Demócrata Cristiana (Alemania) |
|                    | Klaus Welle           | 1994-1999 | Unión Demócrata Cristiana (Alemania) |
|                    | Alejandro Agag        | 1999-2002 | Partido Popular (España)             |
|                    | Antonio López-Istúriz | 2002-2022 | Partido Popular (España)             |

## Líneas políticas

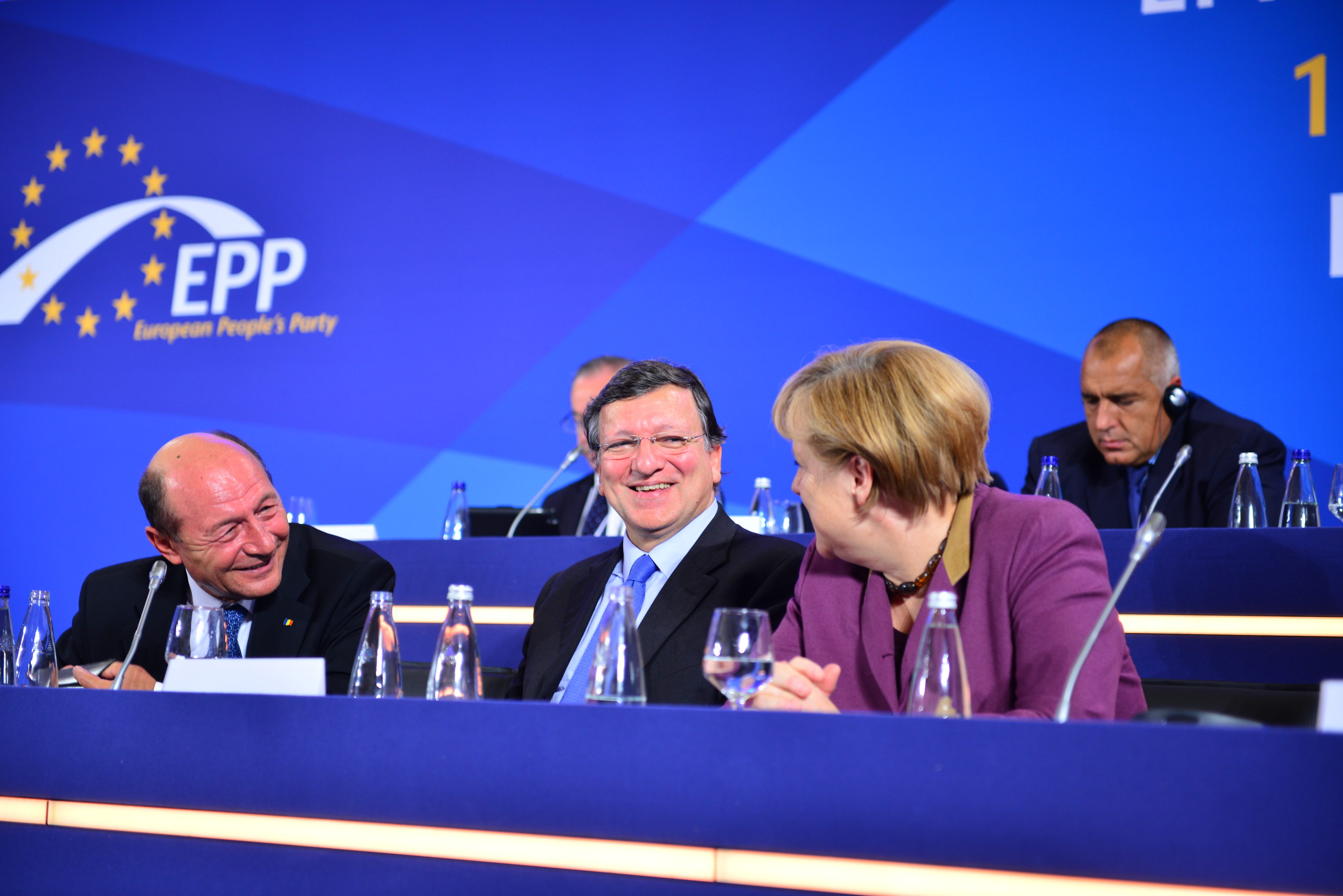
Imagen del XX Congreso del Partido Popular Europeo celebrado en 2012 en Bucarest.

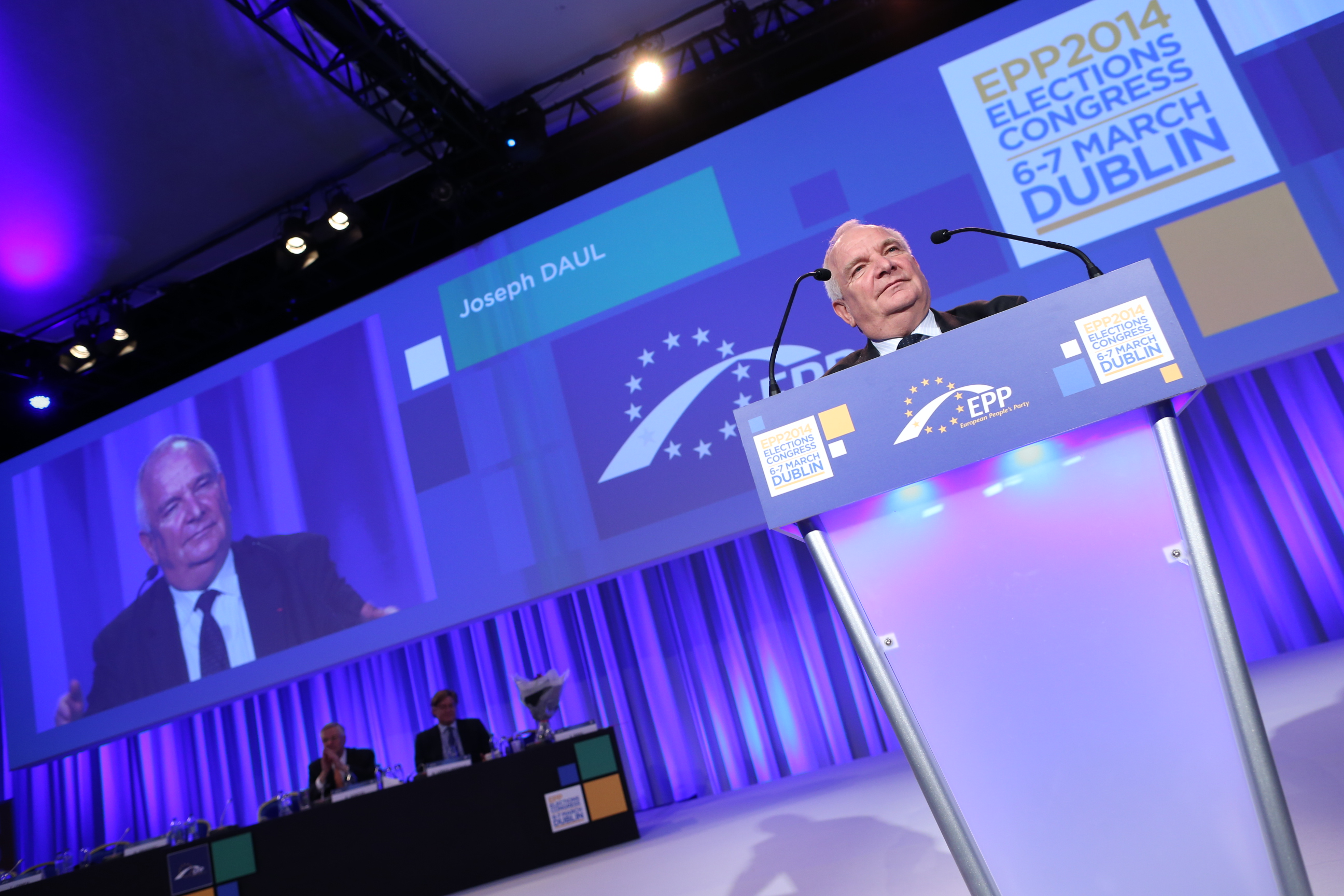
Imagen del XXI Congreso del Partido Popular Europeo celebrado en 2014 en Dublín.

El Partido Popular Europeo marca sus líneas políticas en los Congresos de la formación. Durante el XX Congreso celebrado en 2012 en Bucarest, el partido actualizó su programa base, después de veinte años tras la creación del anterior en el Congreso de Atenas de 1992, y aprobó un manifiesto político en el que se sintetizaron sus principales valores y prioridades políticas. Además, como parte de la campaña hacia las elecciones europeas de 2014, en la ciudad irlandesa de Dublín, el partido aprobó el último manifiesto electoral.

### Manifiesto
Entre los principales valores del PPE, el manifiesto destaca:
- La libertad como derecho humano fundamental, unida a la responsabilidad.
- El respeto a las tradiciones y al asociacionismo.
- La solidaridad para ayudar a los más necesitados, quienes a su vez deben esforzarse en mejorar su situación dentro de sus capacidades.
- El aseguramiento de unas finanzas públicas consolidadas.
- La preservación del medio ambiente.
- La subsidiariedad.
- La democracia pluralista y la Economía Social de Mercado.

### Programa base
En las prioridades del programa base del Partido Popular Europeo se mencionan:
- Una unión política europea.
- La elección directa del Presidente de la Comisión Europea.
- La realización del mercado único.
- La promoción de la familia y el mejoramiento de la educación y la salud.
- El fortalecimiento de la una política común de inmigración y asilo y la integración de los inmigrantes.
- La continuación de la expansión de la Unión Europea, el desarrollo de la Asociación Oriental y de un marco de relación especial con los países que no pueden o no desean adherirse a la unión.
- La definición de una política energética común.
- El fortalecimiento de los partidos políticos europeos.

### Manifiesto electoral
Por último, del manifiesto electoral del partido para las elecciones al Parlamento Europeo de 2014, se destaca:
- Reforzar el euro y reformar los mercados financieros europeos.
- Construcción de una Europa más abierta, receptiva y democrática, con mayores poderes para la Unión Europea.
- Favorecer la investigación y desarrollo de las pequeñas y medianas empresas y ampliar los recursos en educación, investigación y tecnología.
- Mercado energético único, con tecnologías menos contaminantes.
- Mayor control de la inmigración y de las fronteras.
- Lucha contra el crimen organizado y el terrorismo.
- Prudencia en las futuras ampliaciones de la Unión.
- Apuesta por una Asociación Transatlántica para el Comercio y la Inversión (TTIP), siempre que proteja los altos estándares europeos y los elementos de la identidad europea.
- Mayor efectividad de la política de desarrollo de la Unión Europea.

### Crisis de la expulsión del Fidesz
La disputa sobre la deriva autoritaria del líder húngaro de Fidesz, Viktor Orbán, produjo una fractura en el PPE en vísperas de las elecciones al Parlamento Europeo de 2019. Por un lado, el PPE se ha mostrado reacio durante años a abordar las críticas contra el incumplimiento de las reglas del Estado de Derecho del Fidesz, expresadas por parte del Parlamento Europeo, y por el otro lado el Presidente de la Comisión Europea, Jean-Claude Juncker, un prominente miembro del PPE, afirmó «que su lugar [el del Fidesz] no se encuentra en el seno del Grupo del PPE». Las campañas de Orbán contra el multimillonario George Soros y Jean-Claude Juncker produjeron amplias resonancias en Europa cuestionando el esfuerzo del PPE para promocionar a su candidato Manfred Weber como próximo presidente de la Comisión en otoño 2019.
Tras años de posponer una discusión interna sobre la deriva autoritaria de Fidesz, el PPE se vio obligado a enfrentarse al problema a dos meses de las elecciones europeas de 2019, ya que trece partidos miembros solicitaron la exclusión de Fidesz debido a sus ataques contra Jean-Claude Juncker. Así 190 de los 193 delegados decidieron el 20 de marzo de 2019 aplicarle una suspensión parcial al Fidesz. Esto le privaba «hasta nuevo aviso» de voto y asistencia a las reuniones del PPE, pero Fidesz siguió siendo miembro del PPE y se quedó en el Grupo del Partido Popular Europeo del Parlamento Europeo. Finalmente, el 18 de marzo de 2021 Fidesz suspendió su membresía del PPE

## Estructura

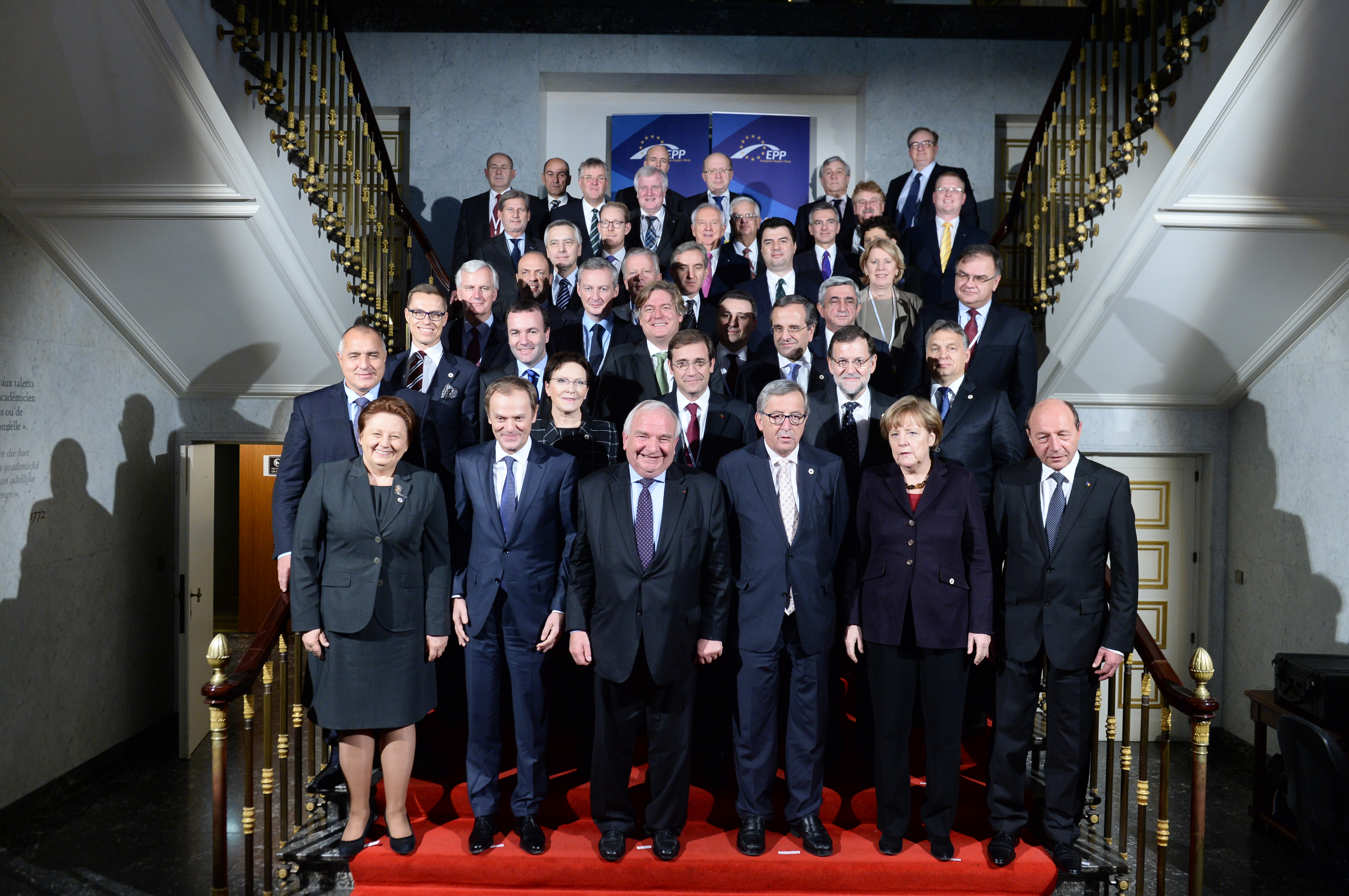
Reunión del Partido Popular Europeo de 2014

La organización interna del Partido Popular Europeo se compone de tres estamentos estatutarios, la presidencia, la asamblea política y los congresos, y de tres no reglamentados, que son las cumbres, las reuniones ministeriales y los grupos de trabajo.

### Presidencia

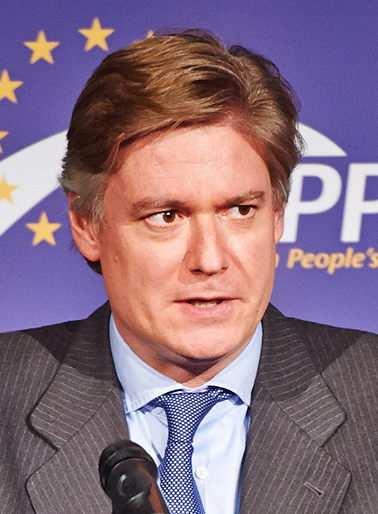
Antonio López-Istúriz, secretario general del Partido Popular Europeo.

La presidencia es el órgano ejecutivo del partido y decide las líneas generales de política del partido y preside la Asamblea Política. Está formada por el presidente del partido, diez vicepresidentes, los presidentes honorarios, el secretario general y el tesorero. Además, el presidente del Grupo del Partido Popular Europeo, los presidentes de la Comisión, el Parlamento y el Consejo Europeo, así como el alto representante de la Unión para Asuntos Exteriores y Política de Seguridad (siempre que pertenezcan al partido) son vicepresidentes ex officio.
En la actualidad, la presidencia del Partido Popular Europeo está compuesta por:
- Presidente: Manfred Weber ( Alemania - CSU).
- Secretario general: Dolors Montserrat ( España - PP).
- Tesorero: Christian Schmidt ( Alemania - CSU).
- Vicepresidente: Mariya Gabriel ( Bulgaria - GERB).
- Vicepresidente: Helen McEntee ( Irlanda - Fine Gael).
- Vicepresidente: Johannes Hahn ( Austria - ÖVP).
- Vicepresidente: Esther de Lange ( Países Bajos - CDA).
- Vicepresidente: David McAllister ( Alemania - CDU).
- Vicepresidente: Siegfried Mureșan ( Rumanía - PNL).
- Vicepresidente: Franck Proust ( Francia - LR).
- Vicepresidente: Antonio Tajani ( Italia - FI).
- Vicepresidente: Paulo Rangel ( Portugal - PSD).
- Vicepresidente: Petteri Orpo ( Finlandia - KOK).
- Vicepresidenta ex officio: Ursula von der Leyen ( Alemania  - CDU - Actual presidenta de la Comisión Europea.
- Vicepresidenta ex officio: Roberta Metsola ( Malta - PN) - Actual presidenta del Parlamento Europeo.
- Vicepresidente ex officio: Manfred Weber ( Alemania - CSU) - Actual presidente del grupo y portavoz en el Parlamento.
- Presidente honorario: Sauli Niinistö ( Finlandia - KOK).
- Presidente honorario: Leo Tindemans ( Bélgica - CD&V).

### Asamblea Política
La Asamblea Política es el máximo órgano de decisión entre congresos, definiendo las posiciones políticas del partido, decidiendo sobre solicitudes de incorporación, líneas generales de política y presupuesto y aprobando los documentos de los grupos de trabajo. Se reúne entre tres y cinco veces al año.
Forman parte de la Asamblea Política:
- Los miembros de la presidencia del partido, incluidos los vicepresidentes ex officio.
- Los miembros de la presidencia del Grupo del Partido Popular Europeo.
- Los presidentes de los partidos miembro y asociados, así como de las asociaciones miembro (o representante en su nombre).
- Los presidentes de las delegaciones nacionales del Grupo Político en el Parlamento Europeo.
- Los presidentes de los grupos del PPE en el Comité de las Regiones y en otras asambleas parlamentarias.

### Congreso
El Congreso es el órgano máximo de decisión, donde se aprueban los principales documentos políticos, los programas electorales y elige a los líderes del partido. El estamento lo conforman los delegados de los partidos y asociaciones miembro, tanto plenos, como asociados u observadores, los líderes del partido a nivel estatal y europeo, los miembros del partido en el Consejo Europeo, así como personas individuales, ya sean ex officio, al ser elegidos en una lista del Partido Popular Europeo, o las que se les conceda ese estatus por acuerdo de la Asamblea Política.
El Congreso debe ser convocado cada tres años, donde se eligen los cargos de la Presidencia, pero se ha hecho habitual que se convoque cuando se celebran elecciones al Parlamento Europeo. También puede ser convocado de manera extraordinaria por la Presidencia o la Asamblea Política del partido.
El Partido Popular Europeo ha convocado veintidós congresos desde el fundacional, celebrado 1978 en Bruselas. Este es el listado y lo más destacado de los mismos:
- I Congreso en Bruselas (1978): Fundación del Partido Popular Europeo y aprobación del programa político.
- II Congreso en Bruselas (1879): Aprobación del programa electoral para las primeras elecciones directas al Parlamento Europeo.
- III Congreso en Colonia (1980): Debate bajo el lema «La democracia cristiana en los años 80; asegurar la libertad y paz para completar Europa».
- IV Congreso en París (1982): Debate bajo el lema «Preservar la paz; crear paz; unir Europa».
- V Congreso en Roma (1984): Aprobación del Programa de Acción del Partido Popular Europeo.
- VI Congreso en La Haya (1986): Debate sobre el desarrollo económico y los problemas ambientales.
- VII Congreso en Luxemburgo (1988): Aprobación del documento electoral «Al lado de los ciudadanos».
- VIII Congreso en Dublín (1990): Aprobación del documento «Una Constitución federal para la Unión Europea».
- IX Congreso en Atenas (1992): Aprobación del Programa Básico del Partido Popular Europeo.
- X Congreso en Bruselas (1993): Aprobación del documento electoral «Europa 2000: Unidad en la diversidad».
- XI Congreso en Madrid (1995): Debate bajo el lema «PPE: La fuerza de la unión».
- XII Congreso en Toulouse (1997): Aprobación del documento «Todos somos parte de un mundo».
- XIII Congreso en Bruselas (1999): La Unión Europea de Demócratas Cristianos se fusionó definitivamente con el PPE y se aprobó el documento electoral «En el camino al Siglo XXI».
- XIV Congreso en Berlín (1999): Aprobación del documento «Una unión de valores».
- XV Congreso en Estoril (2002): La Unión Demócrata se fusiona con el Partido Popular Europeo y se debate bajo el lema «Una Constitución para una Europa fuerte».
- XVI Congreso en Bruselas (2004): Aprobación del documento electoral «Programa de Acción 2004-2009».
- XVII Congreso en Roma (2006): Aprobación del «Manifiesto de Roma».
- XVIII Congreso en Varsovia (2009): Respaldo a la candidatura de José Manuel Durão Barroso para una segunda legislatura al frente de la Comisión Europea y aprobación del documento electoral «Fuertes para el pueblo».
- XIX Congreso en Bonn (2009): Aprobación del documento «La economía social de mercado en un mundo globalizado».
- XX Congreso en Marsella (2011): Aprobación del documento «Hacer avanzar Europa».
- XXI Congreso en Bucarest (2012): Aprobación de los nuevos «Manifiesto» y «Programa Base» del Partido Popular Europeo.
- XXII Congreso en Dublín (2014): Elección de Jean-Claude Juncker como candidato a presidente de la Comisión Europea y aprobación del «Programa de acción» y «Programa electoral» para las elecciones al Parlamento Europeo.
- XXIII Congreso en Madrid (2015): Aprobación de una resolución de emergencia sobre la migración.
- XXIV Congreso en Malta (2017): El PPE adoptó trece resoluciones y cuatro resoluciones de emergencia. El Congreso adoptó también el documento «Europa asegura nuestro futuro».
- XXV Congreso en Helsinki (2018): el PPE eligió su Spitzenkandidat para las elecciones europeas de 2019 y adoptó nueve resoluciones y cuatro documentos de política.
- XXVI Congreso en Zagreb (2019): El Congreso del PPE en Zagreb eligió a Donald Tusk como su nuevo presidente, eligió su nueva presidencia y aprobó la resolución «Visión del PPE para un planeta sostenible».

### Cumbre

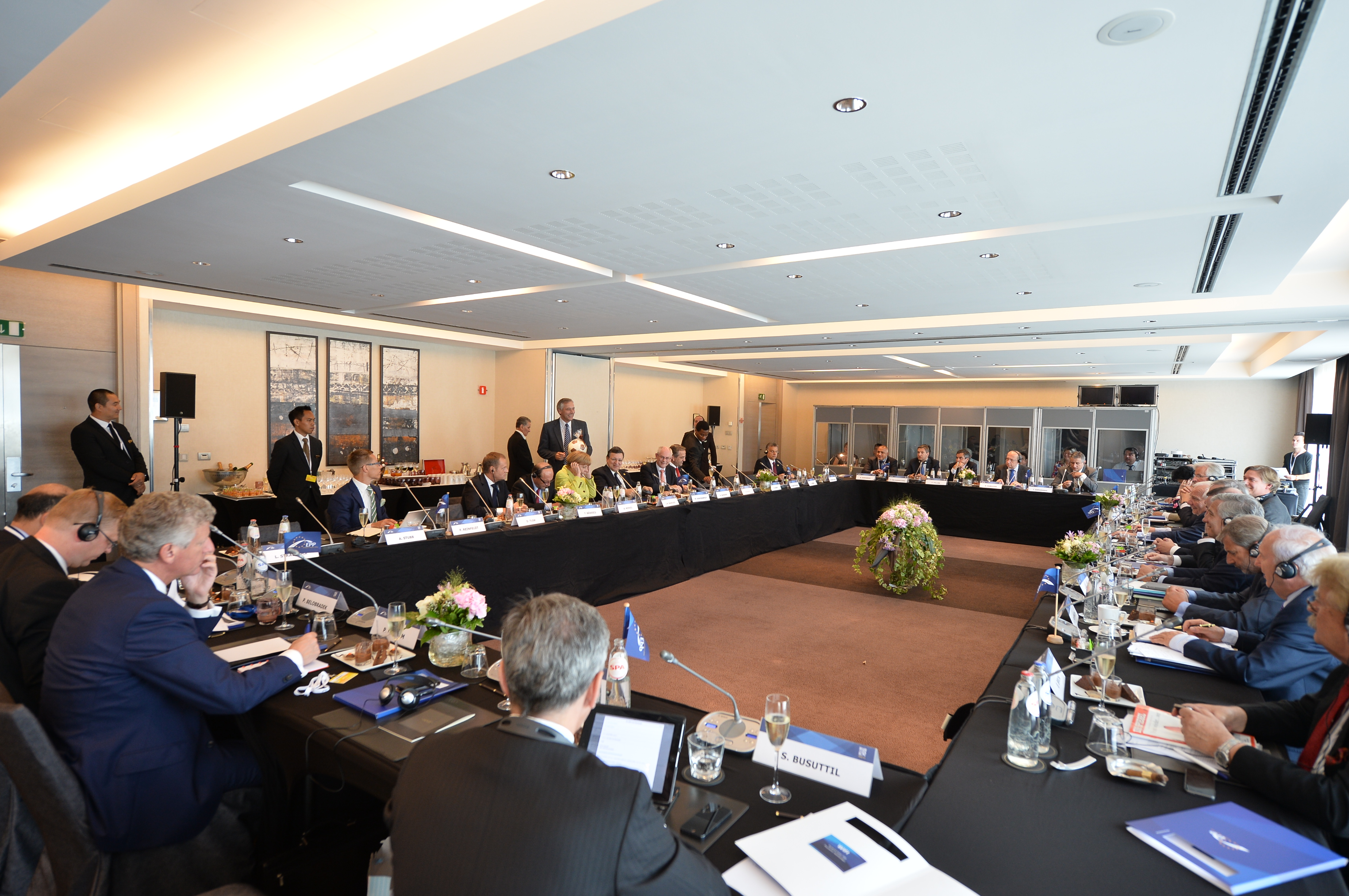
Cumbre del Partido Popular Europeo en Bruselas en 2004.

Dese 1980, de manera previa a las reuniones del Consejo Europeo, los líderes del Partido Popular Europeo (incluidos vice primer ministros en gobiernos de coalición o líderes de la oposición donde el PPE no gobierne) se reúnen a fin de examinar el orden del día y coordinar las posiciones en los diferentes temas a tratar.
Además, asisten a las reuniones la presidencia del partido, los cargos más relevantes del Partido Popular Europeo en las instituciones, como son el presidente de la Comisión Europea o del Consejo Europeo, y líderes de partidos miembro de países no comunitarios.

### Reuniones ministeriales
Desde 2007, el Partido Popular Europeo organiza de manera regular, reuniones ministeriales antes de las reuniones del Consejo de la Unión Europea. Dichas reuniones tienen los mismos objetivos de la cumbre: el análisis del orden del día y la coordinación de posiciones a tratar.
Estas reuniones, a las que acude un representante de cada país miembro en la rama a debatir, generalmente un ministro o un secretario de Estado, así como miembros especializados del Grupo del Partido Popular Europeo, se dividen en diez áreas de trabajo configuradas de la siguiente manera:
- Asuntos generales: presidida por la irlandesa Helen McEntee y la austriaca Karoline Edtstadler.
- Asuntos exteriores: liderada por el alemán David McAllister y el irlandés Simon Coveney.
- Economía y finanzas: encabezada por el irlandés Paschal Donohoe y el letón Valdis Dombrovskis.
- Defensa: liderada por el estonio Jüri Luik.
- Agricultura: encabezada por el irlandés Michael Creed.
- Asuntos interiores: liderada por el belga Peter de Crem y el español Esteban González Pons.
- Comercio: encabezada por el irlandés Leo Varadkar.
- Energía: presidida por el polaco Jerzy Buzek.
- Salud: liderada por el alemán Jens Spahn.

### Grupos de trabajo
Los grupos de trabajo, si bien no están en los estatutos del partido, son la columna vertebral de la labor política de Partido Popular Europeo. En ellos, los representantes de los partidos miembro pueden desarrollar las posiciones estratégicas comunes sobre determinados aspectos políticos y presentar recomendaciones para aprobar en la Asamblea Política.
Estos grupos también tienen mandatos específicos de trabajo para la preparación de cumbres y congresos del PPE, y son los responsables de la organización de conferencias, mesas redondas u otros eventos que sean interesantes para la organización.
Actualmente existen los siguientes grupos:
- Política europea: Cropresidido por Joseph Daul y David McAllister, tiene la tarea de preparar los documentos políticos.
- Política económica y social: Copresidido por Dara Murphy y Corien Wortmann-Kool, se centra en la crisis económica y financiera, temas de demografía y la investigación y el desarrollo.
- Afiliación: Presidido por Paulo Rangel, es el grupo encargado de promover y facilitar la entrada de nuevos miembros al partido.
- Política exterior: Presidido por Antonio López-Istúriz, se centra en las relaciones EU-China y en Turquía.

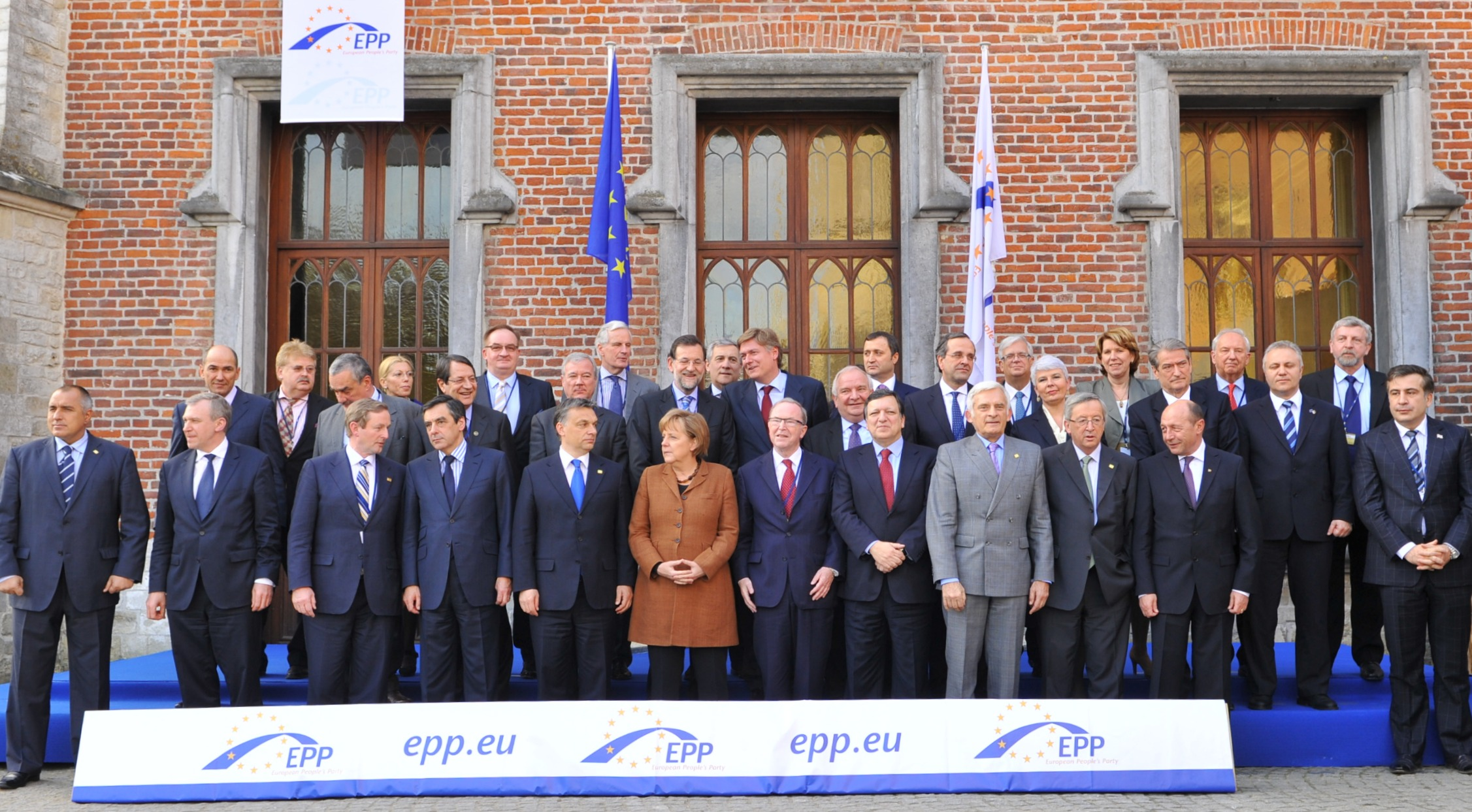
Foto de familia del Partido Popular Europeo en la cumbre de 2011 celebrada en la ciudad de Marsiglia.

## Financiación
Como partido político europeo registrado, el PPE tiene derecho a financiación pública europea, que ha recibido ininterrumpidamente desde 2004.
A continuación se muestra la evolución de la financiación pública europea recibida por el PPE.
Importe (€)Financiación pública europea de los partidos políticos europeos03.000.0006.000.0009.000.00012.000.00015.000.00018.000.0002004200720102013201620192022Importes máximos de financiación públicaImportes de financiación pública efectivamente recibidos
De acuerdo con el Reglamento sobre los partidos políticos europeos y las fundaciones políticas europeas, el PPE también recauda fondos privados para cofinanciar sus actividades. En 2025, los partidos europeos deben recaudar al menos el 10% de sus gastos reembolsables de fuentes privadas, mientras que el resto puede cubrirse con fondos públicos europeos.
A continuación se muestra la evolución de las contribuciones y donaciones recibidas por el PPE.
Importe (€)Contribuciones recaudadas por los partidos políticos europeos400.000600.000800.0001.000.0001.200.0001.400.0001.600.0001.800.00020042008201220162020PPE
Importe (€)Donaciones recaudadas por los partidos políticos europeos03060901201502004200720102013201620192022PPE

## Instituciones europeas
El Partido Popular Europeo ostenta las presidencias de dos de las tres principales instituciones europeas: la Comisión Europea, liderada por el presidente Jean-Claude Juncker (CSV), y el Consejo Europeo, encabezado por el presidente Donald Tusk (PO).
| Organización      | Institución                                                | Representantes   |
| ----------------- | ---------------------------------------------------------- | ---------------- |
| Unión Europea     | Parlamento Europeo                                         | 182/720          |
| Unión Europea     | Comisión Europea                                           | 11/27            |
| Unión Europea     | Consejo Europeo (jefes de Gobierno)                        | 11/27            |
| Unión Europea     | Consejo de la Unión Europea (participación en el Gobierno) |                  |
| Unión Europea     | Comité Europeo de las Regiones                             | 118/329          |
| Consejo de Europa | Asamblea Parlamentaria del Consejo de Europa               | 132/612 (PPE/DC) |

### Consejo Europeo
El Partido Popular europeo tiene diez jefes de Estado o de Gobierno que asisten a las cumbres del Consejo Europeo, además de la presidenta de la Comisión Europea, esta última sin derecho a voto:
| Nombre | Nombre               | Estado miembro             | Cargo                             | Partido político                                    | Miembro desde            |
| ------ | -------------------- | -------------------------- | --------------------------------- | --------------------------------------------------- | ------------------------ |
|        | Ursula von der Leyen | Unión Europea · (Sin voto) | Presidenta de la Comisión Europea | Partido Popular Europeo (Unión Demócrata Cristiana) | 1 de noviembre de 2019   |
|        | Friedrich Merz       | Alemania                   | Canciller                         | Unión Demócrata Cristiana de Alemania               | 6 de mayo de 2025        |
|        | Christian Stocker    | Austria                    | Canciller                         | Partido Popular Austríaco                           | 3 de marzo de 2025       |
|        | Andrej Plenković     | Croacia                    | Primer ministro                   | Unión Democrática Croata                            | 19 de octubre de 2016    |
|        | Petteri Orpo         | Finlandia                  | Primer ministro                   | Partido Coalición Nacional                          | 20 de junio de 2023      |
|        | Kyriakos Mitsotakis  | Grecia                     | Primer ministro                   | Nueva Democracia                                    | 8 de julio de 2019       |
|        | Evika Siliņa         | Letonia                    | Primer ministro                   | Unidad                                              | 15 de septiembre de 2023 |
|        | Luc Frieden          | Luxemburgo                 | Primer ministro                   | Partido Popular Social Cristiano                    | 17 de noviembre de 2023  |
|        | Luís Montenegro      | Portugal                   | Primer ministro                   | Partido Social Demócrata                            | 2 de abril de 2024       |
|        | Ilie Bolojan         | Rumania                    | Presidente                        | Partido Nacional Liberal                            | 12 de febrero de 2025    |
|        | Ulf Kristersson      | Suecia                     | Primer ministro                   | Partido Moderado                                    | 18 de octubre de 2022    |

### Comisión Europea
El PPE cuenta con la presidenta, tres vicepresidentes y cinco comisarios en la Comisión Europea, lo que hace un total de nueve miembros:

### Parlamento Europeo

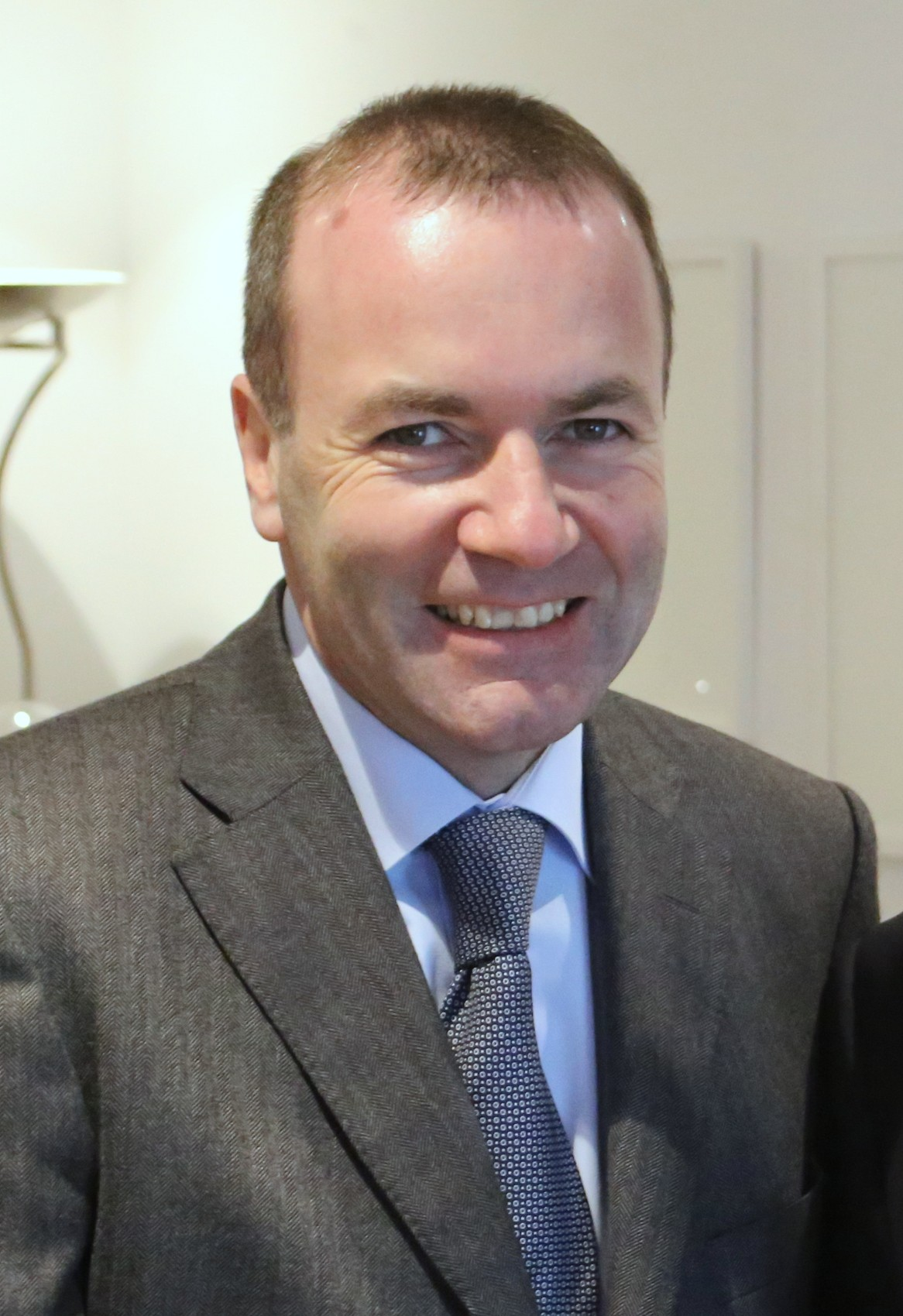
Manfred Weber

El Partido Popular Europeo tiene el grupo político más grande del Parlamento Europeo, del que forman parte de manera obligada todos los partidos integrantes del PPE, que suman 221 escaños, así como tres eurodiputados independientes, entre ellos el español Francesc de Paula Gambús, y uno sin adscripción europea, el electo del Partido Social Cristiano de Bélgica. El presidente del grupo es el eurodiputado alemán Manfred Weber.
Además, el partido controla seis vicepresidencias de las catorce del Parlamento Europeo, dos de los cinco cuestores, ocho de las veintidós presidencias de las comisiones parlamentarias y, a finales de 2016, el portavoz del grupo será elegido presidente del Parlamento, gracias al acuerdo con socialistas y liberales, sustituyendo al también alemán Martin Schulz.

### Comité de las Regiones
El Partido Popular Europeo también tiene grupo político en la Asamblea Parlamentaria del Comité de las Regiones, siendo el mayor con 129 miembros plenos y 128 suplentes, que incluyen presidentes de gobiernos regionales, alcaldes y miembros de consejos municipales de los veintisiete Estados miembro. El PPE, que tiene como portavoz al alemán Michael Schneider, controla también la presidencia del comité con el finlandés Markku Markkula.

## Más allá de la Unión Europea
El Partido Popular Europeo tiene numerosas presidencias más allá de la Unión Europea, y presencia en otras cámaras como el Consejo de Europa, la Organización para la Seguridad y la Cooperación en Europa o la Asamblea Parlamentaria de la OTAN.

### Jefes de Estado y Gobierno fuera de la UE
Mediante sus partidos asociados y observadores, el Partido Popular Europeo cuenta con cuatro jefes de Estado o de Gobierno, además del miembro croata de la presidencia tripartita de Bosnia-Herzegovina.
| Nombre | Nombre       | Estado   | Cargo           | Partido político                        | En el cargo desde      |
| ------ | ------------ | -------- | --------------- | --------------------------------------- | ---------------------- |
|        | Iurie Leancă | Moldavia | Primer ministro | Partido Liberal Democrático de Moldavia | 7 de noviembre de 2014 |

### Consejo de Europa

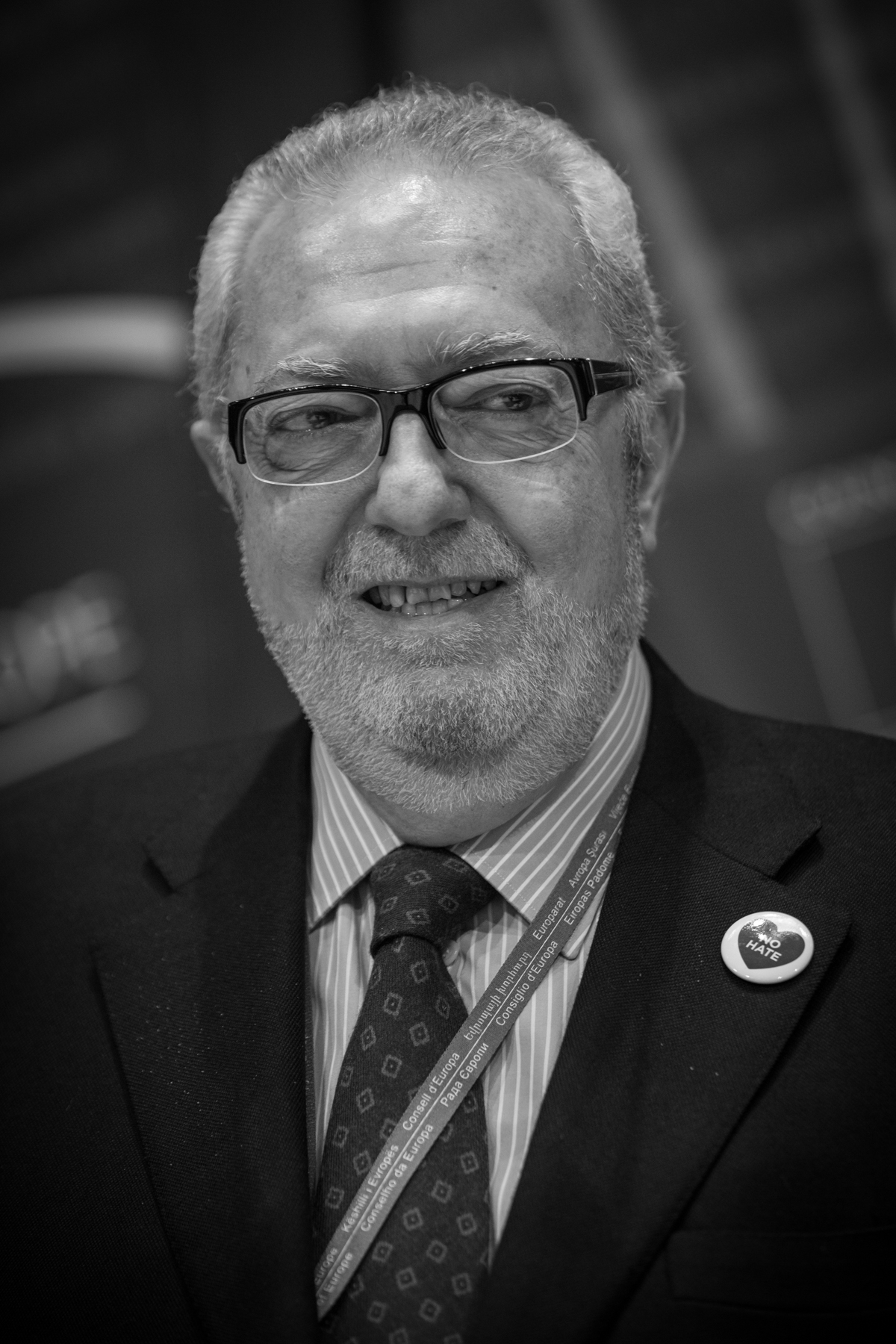
Pedro Agramunt, presidente de la Asamblea Parlamentaria del Consejo de Europa, en una foto de 2016.

El Grupo del Partido Popular Europeo en la Asamblea Parlamentaria del Consejo de Europa defiende la libertad de expresión e información, la libertad de movimiento de ideas y la tolerancia religiosa, y promueve los principios de subsidiariedad y autonomía local, así como la defensa de las minorías nacionales y sociales.
El grupo, presidido por el alemán Axel Eduard Fischer, está compuesto por más de doscientos miembros elegidos por las asambleas estatales de los partidos miembros del PPE, así como de otros no adscritos como la Unión Patriótica de Liechtenstein o el Horizonte Mónaco de Mónaco, y controla la presidencia de la Asamblea con el español Pedro Agramunt.

### Organización para la Seguridad y la Cooperación en Europa
El «Grupo del Partido Popular Europeo y afines» en la Organización para la Seguridad y la Cooperación en Europa se compone de parlamentarios de 56 países, donde están todos los de partidos miembro del PPE, así como otros del Partido Conservador del Reino Unido, el Partido Conservador de Canadá o el Partido Conservador de los Estados Unidos.
El grupo, que está liderado por el georgiano George Tsereteli, ha participado en las misiones de observación de elecciones en Serbia, Macedonia del Norte, Rusia, Turquía, Kazajistán, Kirguistán y Túnez, así como en la resolución de conflictos y la consolidación de las democracias.

### Asamblea Parlamentaria de la OTAN

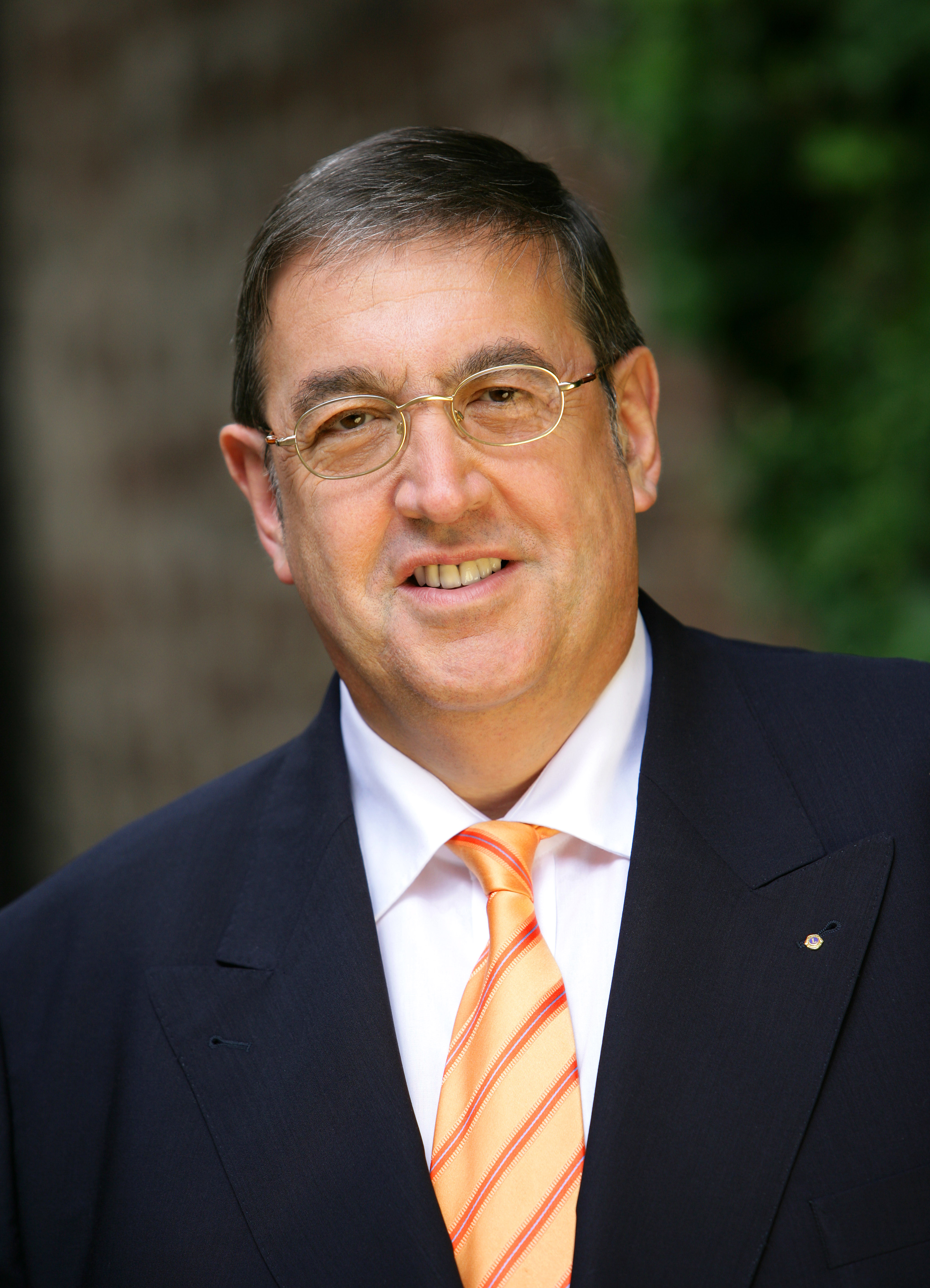
Karl A. Lamers, actual presidente de la Asamblea Parlamentaria de la OTAN y del «Grupo del Partido Popular Europeo y asociados» en la misma.

El Partido Popular Europeo también está presente en la Asamblea Parlamentaria de la OTAN y forma parte del «Grupo del Partido Popular Europeo y asociados», que incluye a todos los partidos miembro del PPE y otros como el Partido Conservador de Canadá y el Partido Conservador de los Estados Unidos. El grupo está liderado por el alemán Karl A. Lamers, que es también el actual presidente de la Asamblea.

### Relación con Estados Unidos

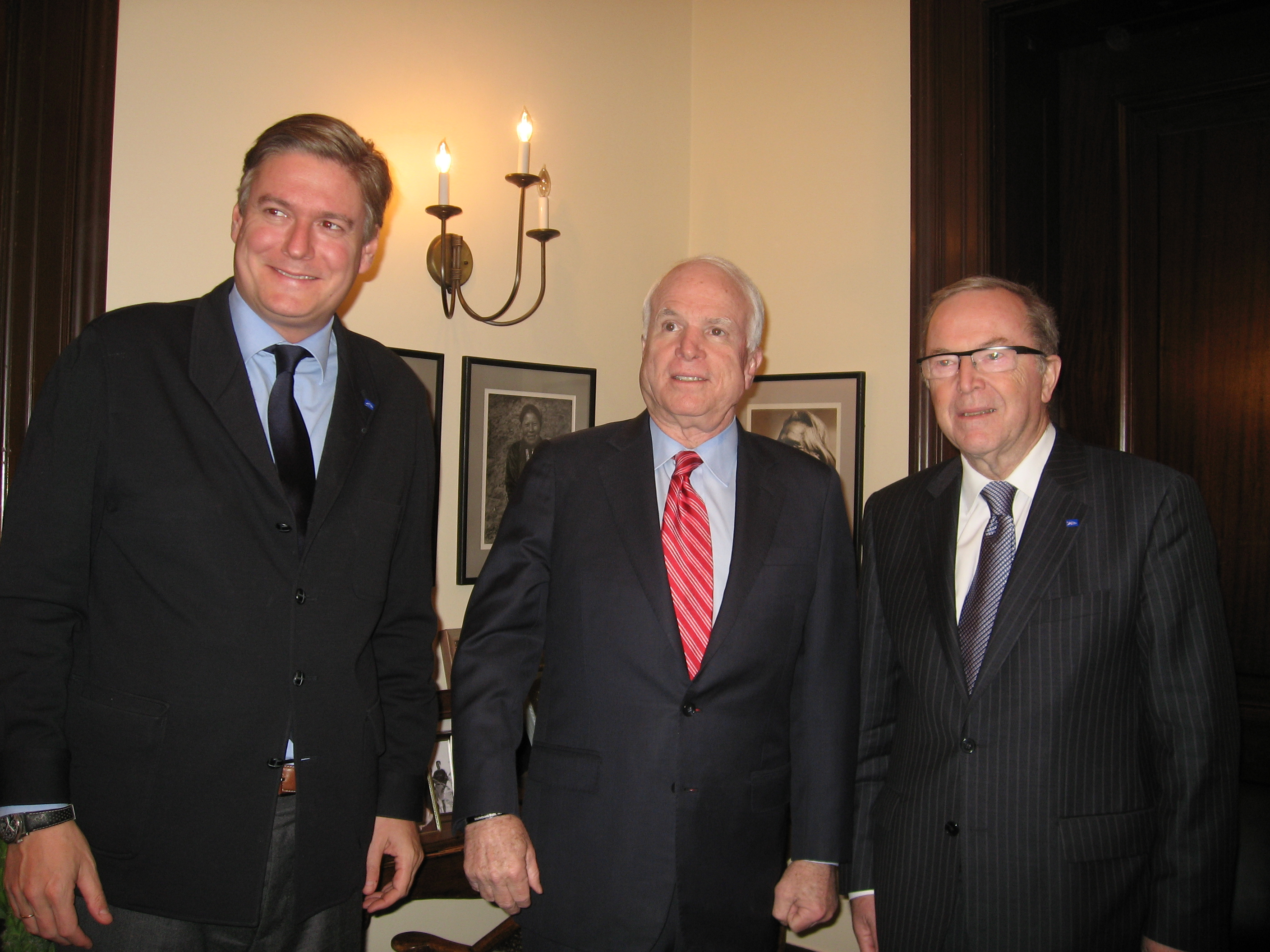
Encuentro del año 2010 en Estados Unidos entre John McCain, Antonio López-Istúriz y Wilfried Martens.

El Partido Popular Europeo mantiene estrechas relaciones con el Instituto Republicano Internacional (IRI), una organización financiada por el gobierno de Estados Unidos y que tiene como objetivo el promover la democratización en todo el mundo.
Esta cooperación ha incluido apoyos explícitos del PPE a candidatos del Partido Republicano como John McCain, que recibió el apoyo de Wilfried Martens en la campaña de 2008. Ambos políticos han realizado declaraciones conjuntas expresando su preocupación sobre la situación de la democracia en Ucrania, con el «juicio político» a Yuliya Tymoshenko.

### Asociaciones internacionales
El Partido Popular Europeo es también miembro de otras asociaciones internacionales de centro derecha, como son la Unión Internacional Demócrata y la Internacional Demócrata de Centro, donde son el ala europea de la entidad.

## Fundaciones
El Partido Popular Europeo, tras la revisión de la Regulación de la Unión Europea sobre partidos políticos, que permitió la creación de fundaciones vinculadas a los partidos, tiene cuatro entidades financiadas directamente por el PPE.

### Centro de Estudios Europeos Wilfried Martens

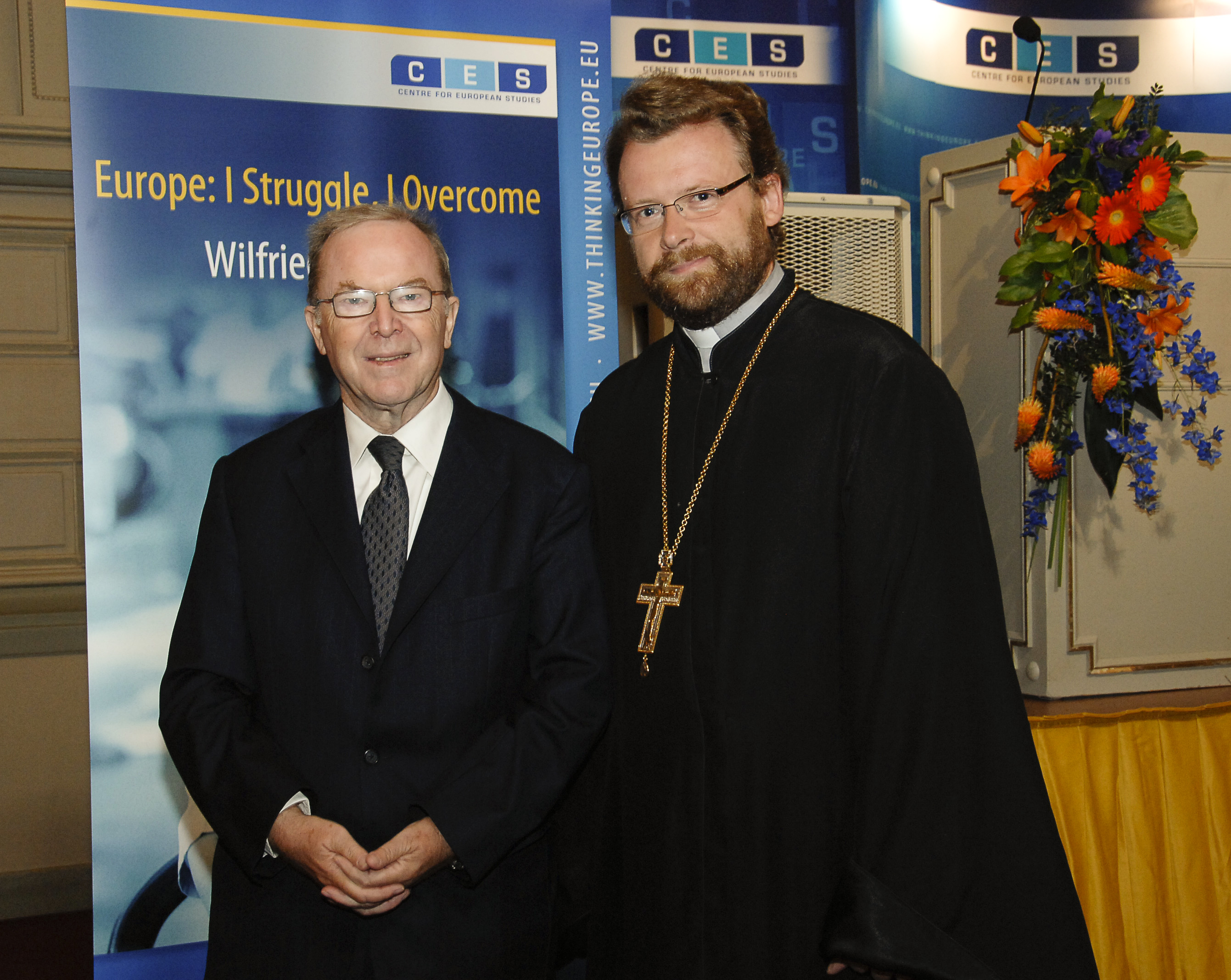
Wilfried Martens en el lanzamiento de la publicación «Europa: me esfuerzo, me supero» del Centro de Estudios Europeos en 2009.

El Centro de Estudios Europeos Wilfried Martens (que debe su nombre al fundador del PPE, el belga Wilfried Martens) nace en 2007 como think tank oficial del Partido Popular Europeo como marco para las fundaciones de los partidos miembro, agrupando actualmente a más de treinta fundaciones y centros de estudio, entre ellas la Fundación Konrad Adenauer y la Fundación Hanns Seidel de Alemania, la Fundación para el Análisis y los Estudios Sociales de España, el Instituto por la Democracia Constantinos Karamanlis de Grecia, la Fundación Jarl Hjalmarson de Suecia o la Academia política del Partido Popular Austríaco, entre otros.
Este centro tiene como objetivos «hacer avanzar el pensamiento de centro-derecha, lo que contribuye a la formulación de políticas nacionales y comunitarias, que sirven como marco para las fundaciones y académicos políticas nacionales y estimular el debate público sobre la Unión Europea». Sus actividades se dividen en varios grupos temáticos: «estructuras de partido e instituciones de la UE», «políticas económicas y sociales», «política exterior», «medio ambiente y energía», «valores y religión» y «políticos y la opinión pública europea».
El centro participa de la elaboración de los documentos electorales del Partido Popular Europeo, crea campañas y acciones como el «tellbarroso.eu» («Dile a Barroso»), apoyando a José Manuel Barroso para la presidencia de la Comisión en las elecciones de 2009, organiza seminarios y formaciones políticas sobre la Unión Europea, y produce estudios de investigación y publicaciones varias veces al año.

### Red Europea de Ideas

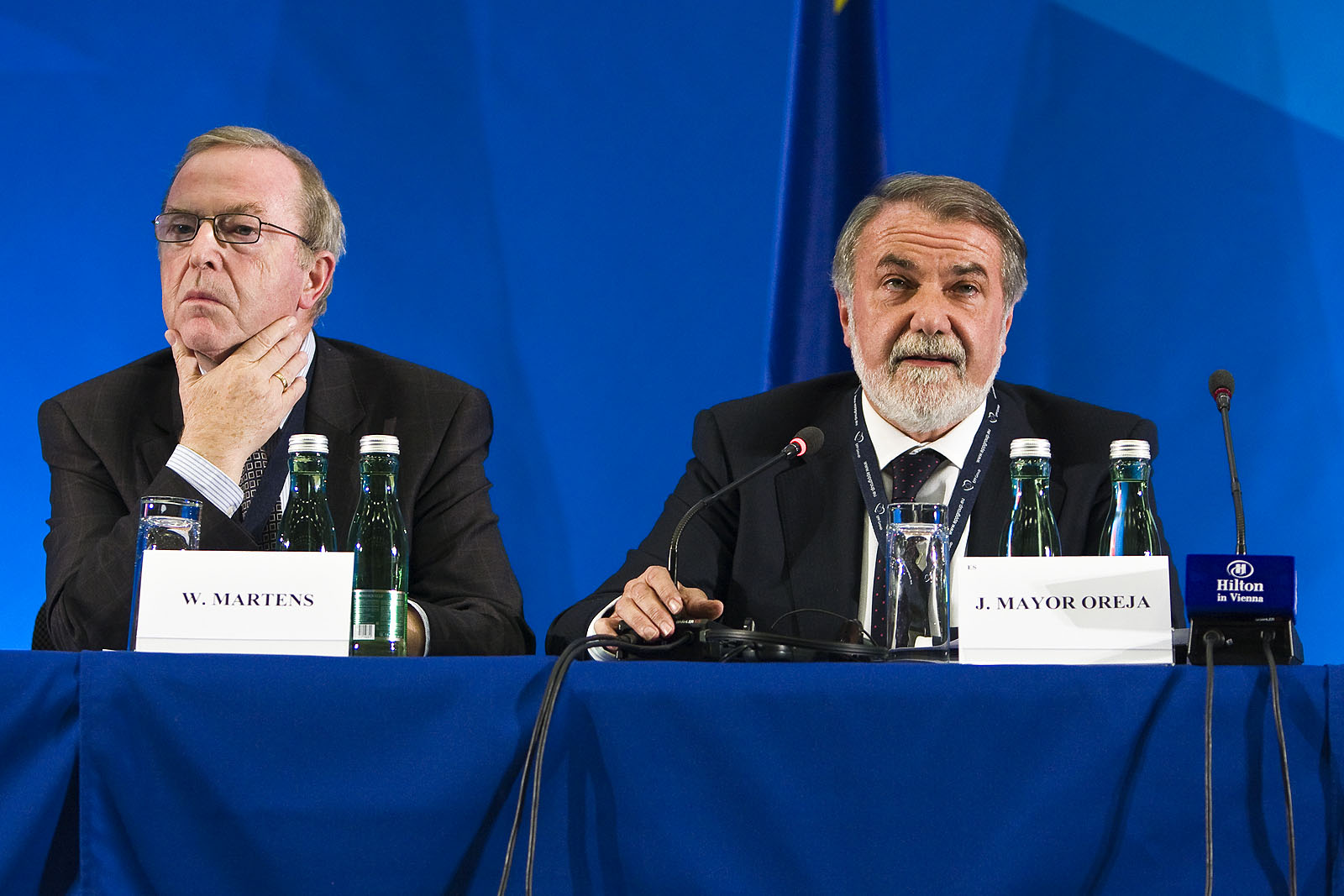
Wilfried Martens y Jaime Mayor Oreja en una confederencia de la Red Europea de Ideas en 2009.

La Red Europea de Ideas (EIN por su nombre en inglés European Ideas Network) es una entidad diseñada y financiada por el Grupo del Partido Popular Europeo en 2002, con el objetivo de promover las ideas del PPE en los retos clave que afrontan la Unión Europea y sus Estados miembro. Actualmente cuenta con más de seiscientos miembros, entre ellos responsables políticos, académicos, asesores, empresarios, periodistas y demás.
La red, liderada por el eurodiputado Paulo Rangel, cuenta con diversos grupos de trabajo para abordar las diferentes cuestiones estatales, europeas e internacionales. El «Futuro de Europa», «Inmigración», «Demografía», «Relaciones transatlánticas», «Dignidad humana y bioética» y «Círculo de pequeñas y medianas empresas» son algunos de los grupos más destacados.

### Instituto Robert Schuman
El Instituto Robert Schuman (abreviado de Unión del Instituto Robert Schuman para el Desarrollo de la Democracia en Europa central y oriental) es la institución para la formación a nivel europeo del Partido Popular, con sede en Budapest, Hungría. Fue fundada en 1995 y su actividad principal comprende la formación política y ciudadana, especialmente en los países del este y del sureste europeo.

### Fundación Robert Schuman
La Fundación Robert Schuman (abreviado de Fundación Robert Schuman para la cooperación entre los demócratas cristianos en Europa) es un grupo de reflexión del Partido Popular Europeo que actúa en favor de la construcción europea, siempre basada en los principios de Robert Schuman, uno de los «"Padres de la Unión Europea». También ha creado un sistema de prácticas en el Parlamento Europeo para jóvenes del centro y este de Europa, así como de América Latina o Rusia.

## Miembros
En el seno del Partido Popular Europeo hay partidos políticos, asociaciones y, de manera excepcional, personas a título individual o entidades como simpatizantes.

### Partidos políticos
Actualmente, el Partido Popular Europeo está formado por 75 partidos, divididos en tres categorías. Los miembros plenos son todos partidos de Estados miembro de la Unión Europea. Tienen derecho total de voto en todos los órganos y cuestiones, mientras que los miembros asociados tienen iguales derechos de voto, salvo en los asuntos concernientes a estructura y políticas de la Unión Europea, ya que son partidos de estados candidatos, de la Asociación Europea de Libre Comercio o del Pacto de Estabilidad para el Sudeste de Europa.
Por otra parte, existe la categoría de miembro observador, tanto con partidos de Estados miembros como de fuera de la UE. Estos partidos políticos pueden participar en todas las actividades del partido y asistir a los Congresos y las Asambleas Políticas, pero no tienen derecho de voto.

#### Miembros plenos
| País            | Partido político                                                   | Partido político | Escaños            | Escaños     | Escaños     |
| País            | Partido político                                                   | Partido político | Parlamento Europeo | Estatal     | Estatal     |
| País            | Nombre                                                             | Entrada          | Parlamento Europeo | Cámara baja | Cámara alta |
| --------------- | ------------------------------------------------------------------ | ---------------- | ------------------ | ----------- | ----------- |
| Alemania        | Unión Demócrata Cristiana (CDU)                                    | 1976             | 29/96              | 200/709     | 200/709     |
| Alemania        | Unión Social Cristiana de Baviera (CSU)                            | 1976             | 5/96               | 46/709      | 46/709      |
| Austria         | Partido Popular Austríaco (ÖVP)                                    | 1991             | 7/19               | 71/183      | 22/62       |
| Bélgica         | Cristiano Demócrata y Flamenco (CD&V)                              | 1976             | 2/21               | 18/150      | 8/60        |
| Bélgica         | Los Comprometidos (LE)                                             | 1976             | 1/21               | 9/150       | 4/60        |
| Bulgaria        | Unión de Fuerzas Democráticas (SDS)                                | 1998             | 0/17               | 4/240       | 4/240       |
| Bulgaria        | Partido Demócrata (DP)                                             | 1998             | 0/17               | 0/240       | 0/240       |
| Bulgaria        | Demócratas por una Bulgaria Fuerte (DSB)                           | 2007             | 1/17               | 5/240       | 5/240       |
| Bulgaria        | Ciudadanos por el Desarrollo Europeo de Bulgaria (GERB)            | 2008             | 6/17               | 84/240      | 84/240      |
| Bulgaria        | Movimiento para una Bulgaria de los Ciudadanos (BCM)               | 2015             | 0/17               | 7/240       | 7/240       |
| Chipre          | Agrupación Democrática (DISY)                                      | 1994             | 1/6                | 18/56       | 18/56       |
| Croacia         | Unión Democrática Croata (HDZ)                                     | 2002             | 4/12               | 50/151      | 50/151      |
| Croacia         | Partido Campesino Croata (HSS)                                     | 2002             | 1/12               | 1/151       | 1/151       |
| Dinamarca       | Partido Popular Conservador (C)                                    | 1993             | 1/14               | 6/179       | 6/179       |
| Dinamarca       | Demócratas Cristianos (KD)                                         | 1993             | 0/14               | 0/179       | 0/179       |
| Eslovaquia      | Partido de la Coalición Húngara (SMK/MKP)                          | 2000             | 1/14               | 0/150       | 0/150       |
| Eslovaquia      | Movimiento Democrático Cristiano (KDH)                             | 2002             | 2/14               | 0/150       | 0/150       |
| Eslovaquia      | Unión Demócrata y Cristiana Eslovaca-Partido Democrático (SDKU/DS) | 2003             | 2/14               | 0/150       | 0/150       |
| Eslovaquia      | Most-Híd                                                           | 2013             | 1/14               | 10/150      | 10/150      |
| Eslovenia       | Partido Demócrata Esloveno (SDS)                                   | 2001             | 3/8                | 21/90       | 21/90       |
| Eslovenia       | Partido Popular de Eslovenia (SLS)                                 | 2001             | 1/8                | 0/90        | 0/90        |
| Eslovenia       | Nueva Eslovenia - Democracia Cristiana (N.Si)                      | 2001             | 1/8                | 5/90        | 5/90        |
| España          | Partido Popular (PP)                                               | 1991             | 22/59              | 137/350     | 143/263     |
| Estonia         | Isamaa (I)                                                         | 2004             | 1/7                | 14/101      | 14/101      |
| Finlandia       | Coalición Nacional (KOK)                                           | 1995             | 3/14               | 37/200      | 37/200      |
| Finlandia       | Demócrata Cristianos (KD)                                          | 2001             | 0/14               | 5/200       | 5/200       |
| Francia         | Los Republicanos (LR)                                              | 2002             | 19/79              | 199/577     | 143/348     |
| Grecia          | Nueva Democracia (ND)                                              | 1983             | 5/21               | 158/300     | 158/300     |
| Hungría         | Partido Popular Demócrata Cristiano (KDNP)                         | 2007             | 1/21               | 17/199      | 17/199      |
| Irlanda         | Fine Gael (FG)                                                     | 1976             | 4/13               | 50/158      | 13/60       |
| Italia          | Unión de Centro (UDC)                                              | 1976             | 1/76               | 0/630       | 3/315       |
| Italia          | Forza Italia (FI)                                                  | 1999             | 12/76              | 104/630     | 61/315      |
| Italia          | Alternativa Popular (AP)                                           | 2014             | 1/76               | 2/630       | 1/315       |
| Italia          | Populares por Italia (PPI)                                         | 2014             | 0/76               | 0/630       | 0/315       |
| Letonia         | Unidad (V)                                                         | 2003             | 4/8                | 23/100      | 23/100      |
| Lituania        | Unión de la Patria - Demócrata-Cristianos Lituanos (TS-LKD)        | 1996             | 2/11               | 33/141      | 33/141      |
| Luxemburgo      | Partido Popular Social Cristiano (CSV)                             | 1976             | 3/6                | 23/60       | 23/60       |
| Malta           | Partido Nacionalista (PN)                                          | 2004             | 3/6                | 29/69       | 29/69       |
| Países Bajos    | Llamada Demócrata Cristiana (CDA)                                  | 1976             | 5/29               | 13/150      | 12/75       |
| Polonia         | Plataforma Cívica (PO)                                             | 2003             | 19/52              | 138/460     | 33/100      |
| Polonia         | Partido Campesino Polaco (PSL)                                     | 2004             | 4/52               | 16/460      | 1/100       |
| Portugal        | Partido Social Demócrata (PSD)                                     | 1996             | 6/21               | 89/230      | 89/230      |
| Portugal        | Centro Democrático Social-Partido Popular (CDS-PP)                 | 2009             | 1/21               | 18/230      | 18/230      |
| República Checa | Unión Cristiana y Demócrata-Partido Popular Checoslovaco (KDU-CSL) | 1996             | 3/21               | 14/200      | 10/81       |
| República Checa | TOP 09 (TOP09)                                                     | 2011             | 4/21               | 25/200      | 1/81        |
| Rumania         | Partido Nacional Campesino Cristiano Demócrata (PNTCD)             | 1996             | 0/33               | 1/412       | 1/176       |
| Rumania         | Alianza Democrática de Húngaros en Rumania (RMDSZ/UDMR)            | 1998             | 2/33               | 17/412      | 8/176       |
| Rumania         | Partido Nacional Liberal (PDL)                                     | 2005             | 8/33               | 113/412     | 73/176      |
| Rumania         | Partido del Movimiento Popular (PMP)                               | 2014             | 1/33               | 13/412      | 1/176       |
| Suecia          | Partido Moderado (MOD)                                             | 1995             | 3/21               | 84/349      | 84/349      |
| Suecia          | Demócratas Cristianos (KD)                                         | 1995             | 1/21               | 16/349      | 16/349      |
| Reino Unido     | Partido Popular (UKEPP)                                            | 2014             |                    | 0/786       | 0/786       |

#### Miembros asociados
| País                | Partido político | Partido político | Escaños            | Escaños     | Escaños     |
| País                | Partido político | Partido político | Parlamento Europeo | Estatal     | Estatal     |
| País                | Nombre | Entrada          | Parlamento Europeo | Cámara baja | Cámara alta |
| ------------------- | --- | ---------------- | ------------------ | ----------- | ----------- |
| Albania             | Partido Democrático de Albania (PDSH)                                                                                 | 2003             |                    | 49/140      | 49/140      |
| Macedonia del Norte | Organización Revolucionaria Interna de Macedonia - Partido Democrático para la Unidad Nacional Macedonia (VMRO/DPMNE) | 2007             |                    | 57/123      | 57/123      |
| Noruega             | Høyre - Partido Conservador (H)                                                                                       | 2007             |                    | 48/169      | 48/169      |
| Serbia              | Regiones Unidas de Serbia (URS)                                                                                       | 2007             |                    | 4/250       | 4/250       |
| Suiza               | El Centro | 1994             |                    | 27/200      | 13/46       |

#### Miembros observadores
| País                 | Partido político                                       | Partido político | Escaños            | Escaños     | Escaños     |
| País                 | Partido político                                       | Partido político | Parlamento Europeo | Estatal     | Estatal     |
| País                 | Nombre                                                 | Entrada          | Parlamento Europeo | Cámara baja | Cámara alta |
| -------------------- | ------------------------------------------------------ | ---------------- | ------------------ | ----------- | ----------- |
| Armenia              | Partido Republicano de Armenia (HHK)                   | 2012             |                    | 70/131      | 70/131      |
| Armenia              | Gobierno de la Ley (OEK)                               | 2012             |                    | 5/131       | 5/131       |
| Armenia              | Patrimonio (HER)                                       | 2012             |                    | 4/131       | 4/131       |
| Bielorrusia          | Partido del Frente Popular de Bielorrusia (PBNF)       | 2006             |                    | 0/110       | 0/64        |
| Bielorrusia          | Partido Civil Unido de Bielorrusia (AHP)               | 2006             |                    | 0/110       | 0/64        |
| Bosnia y Herzegovina | Partido de Acción Democrática (SDA)                    | 2004             |                    | 10/42       | 3/15        |
| Bosnia y Herzegovina | Partido del Progreso Democrático (PDP)                 | 2004             |                    | 1/42        | 0/15        |
| Bosnia y Herzegovina | Unión Democrática Croata de Bosnia y Herzegovina (HDZ) | 2004             |                    | 4/42        | 4/15        |
| Bosnia y Herzegovina | Unión Democrática Croata 1990 (HDZ1990)                | 2014             |                    | 1/42        | 1/15        |
| Georgia              | Movimiento Nacional Unido (UNM)                        | 2008             |                    | 50/150      | 50/150      |
| Italia               | Partido Popular Sudtirolés (SVP)                       | 1993             | 1/76               | 4/630       | 2/315       |
| Kosovo               | Liga Democrática de Kosovo (LDK)                       | 2012             |                    | 30/120      | 30/120      |
| Moldavia             | Partido Liberal Democrático de Moldavia (PLDM)         | 2011             |                    | 19/101      | 19/101      |
| Noruega              | Partido Popular Demócrata Cristiano (KrF)              | 1999             |                    | 10/169      | 10/169      |
| San Marino           | Partido Democrático Cristiano Sanmarinense (PDCS)      | 1993             |                    | 21/60       | 21/60       |
| Ucrania              | Unión Ucraniana "Patria" (Batkivshchyna)               | 2008             |                    | 19/450      | 19/450      |
| Ucrania              | Alianza Democrática Ucraniana para la Reforma (UDAR)   | 2013             |                    | 0/450       | 0/450       |

#### Miembros suspendidos
Hungría
- Fidesz (Desde el 20 de marzo de 2019)[51]

### Miembros individuales
El partido también cuenta con varios miembros individuales, aunque, como la mayoría de los demás partidos europeos, no ha tratado de desarrollar una afiliación individual masiva.
A continuación se muestra la evolución de la afiliación individual al partido desde 2019.
Miembros individualesMiembros individuales de los partidos políticos europeos9121518212427201920202021202220232024PPE

### Asociaciones

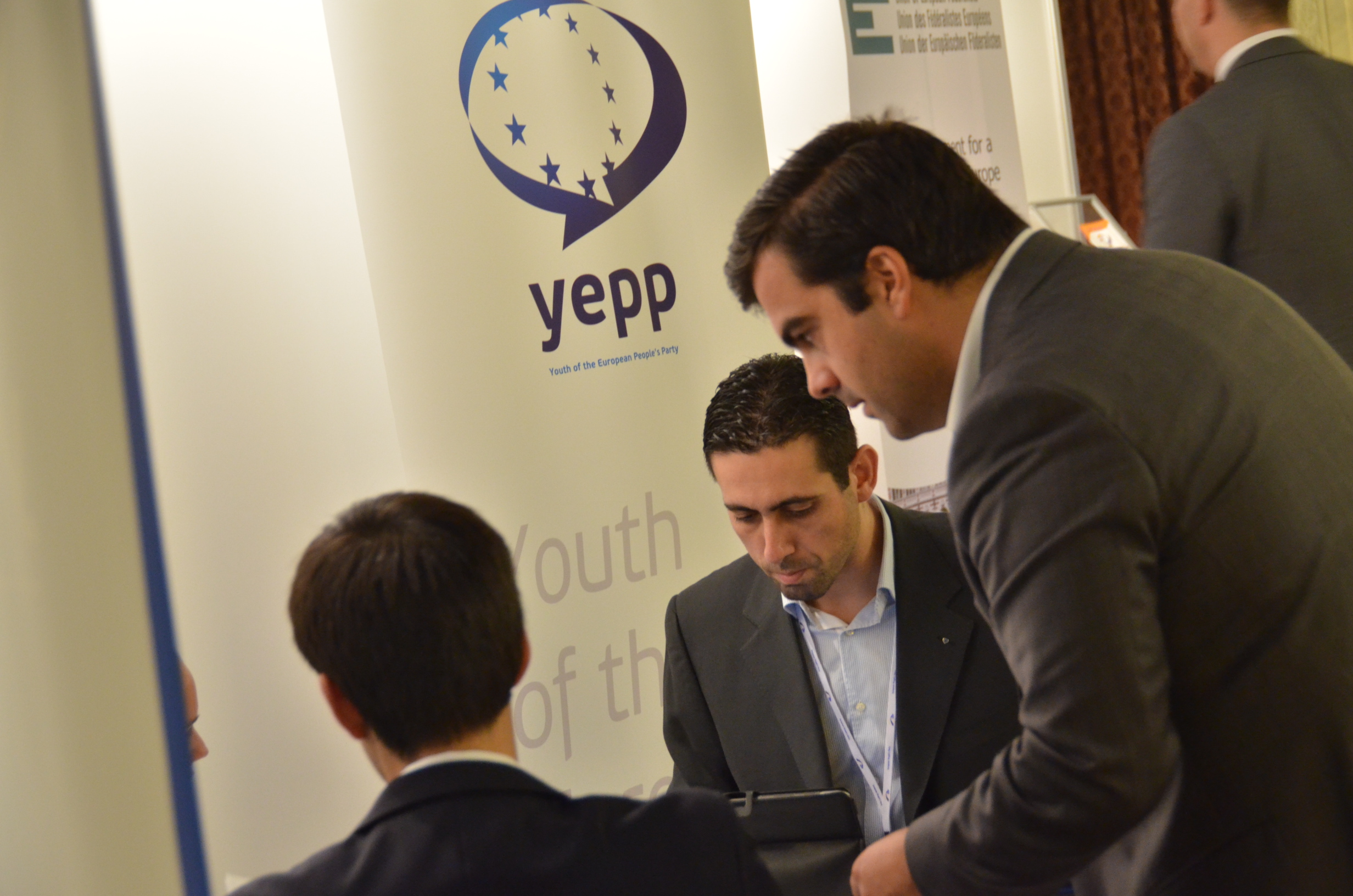
Las Juventudes del Partido Popular Europeo en el XXI Congreso del PPE en Bucarest.

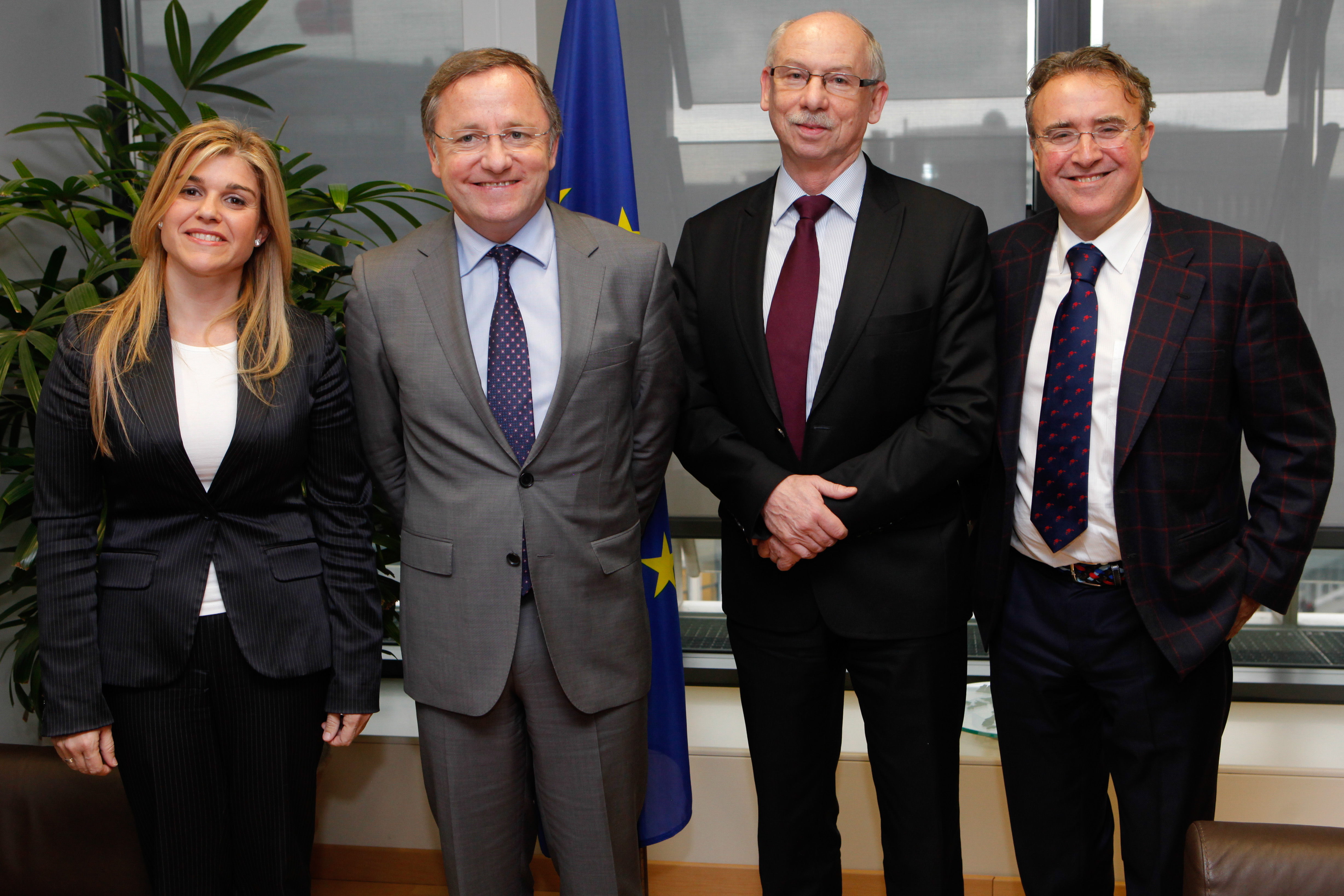
Eva Ortiz Vilella, eurodiputada, Juan Carlos Moragues Ferrer, Conseller de Hacienda de GVA, el Comisario Lewandowski y Salvador Garriga Polledo, eurodiputado en 2014

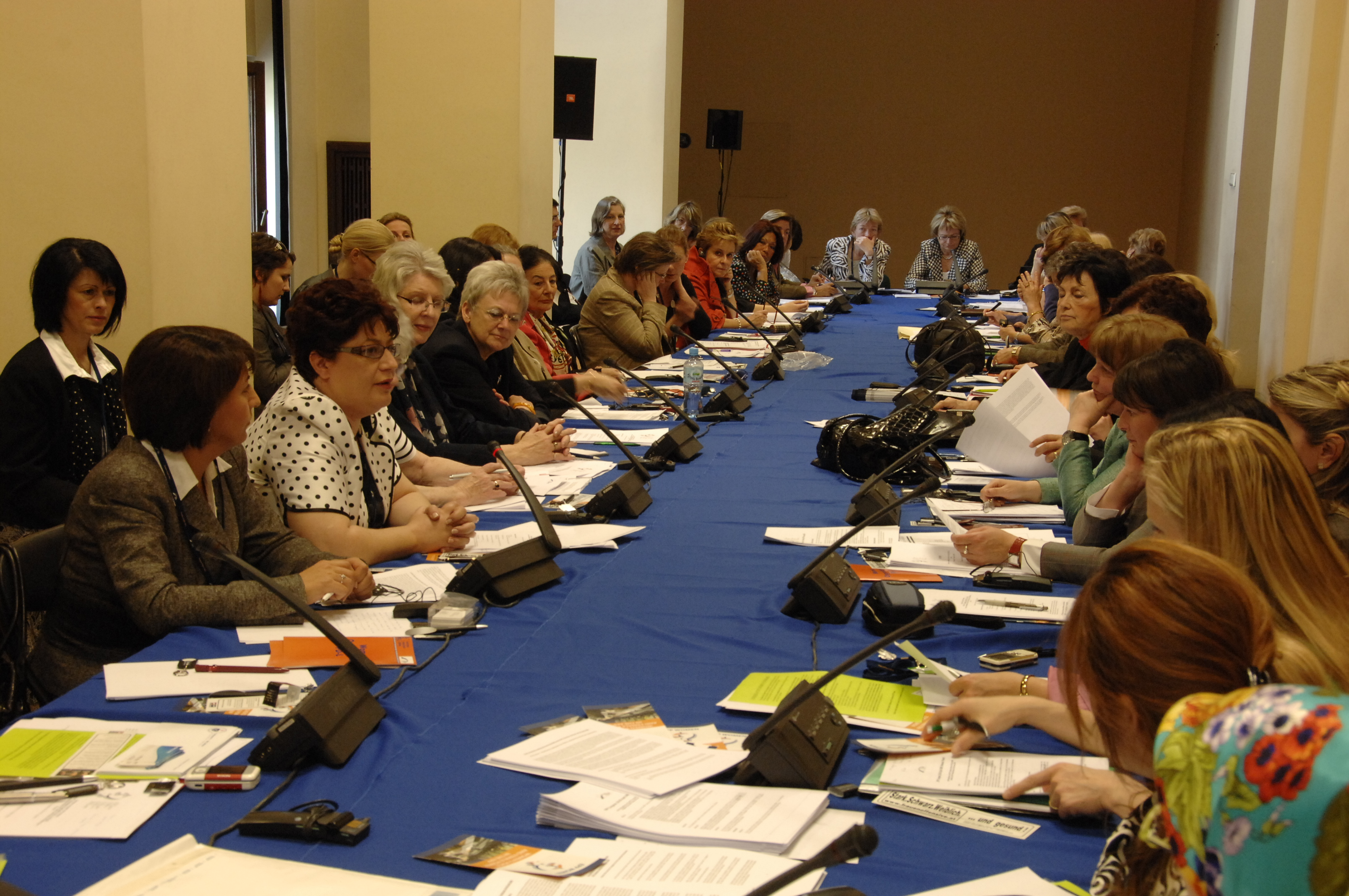
Reunión de Mujeres del Partido Popular Europeo en el XXI Congreso del PPE en Bucarest.

Las asociaciones miembro del Partido Popular Europeo son organizaciones específicas que se enfocan en asuntos puntuales y que muchas veces organizan, por sí mismas, seminarios, conferencias y otros eventos. Actualmente son 6 entidades las que tienen este estatus.
Según el Reglamento Interno del partido, las asociaciones miembro «deberán dejar claramente patente en su denominación su vínculo con el PPE» y «permitir el ingreso de las asociaciones nacionales correspondientes de los Partidos Miembros ordinarios y asociados».

#### Estudiantes Demócratas Europeos
Estudiantes Demócratas Europeos (EDS por sus siglas en inglés), es la organización estudiantil del partido. Desde su fundación en 1958, la asociación reúne a jóvenes estudiantes y líderes políticos para promover intercambios políticos proeuropeos, valores generales como la libertad, la democracia y los derechos humanos, y trabajar en pro de la educación, como es el caso del Proceso de Bolonia.
La entidad, liderada por el maltés Beppe Galea, no es una organización centralizada, si no una “organización de organizaciones” con una estructura de red cuyo objetivo es armonizar la acción de todos sus miembros para dar a los estudiantes una voz más fuerte. La entidad cuenta con cuarenta organizaciones miembro, representando a más de quinientos mil estudiantes en más de treinta países.

#### Juventudes del Partido Popular Europeo
Las Juventudes del PPE, (YEPP por sus siglas en inglés) es la organización oficial de jóvenes del Partido Popular Europeo y está liderada por la eurodiputada portuguesa del Partido Social Demócrata Lidia Pereira. La entidad, fundada en 1997 se organiza según sus propios estatutos, y elige a sus propios representantes, tanto internos como en los diferentes estamentos del PPE.
Como el resto de organizaciones del Partido Popular, sus miembros son organizaciones de juventud de los partidos miembro. Con 51 organizaciones, su objetivo es dar a los jóvenes un medio para influir en sus sociedades con ideas democristianas y conservadoras. Reúne a entre uno y dos millones de jóvenes de 39 países de Europa, lo que la convierte en la organización juvenil más grande del continente.

#### Mujeres del Partido Popular Europeo
Las asociación Mujeres del Partido Popular Europeo (EPP Women por sus siglas en inglés) es reconocida por el PPE como su organización oficial de mujeres. Liderada por la eurodiputada Doris Pack, y con más de cincuenta organizaciones miembro de toda Europa, se dedica a la promoción de la participación política de las mujeres y de asuntos relacionados con las mujeres.

#### PyMEs Europa

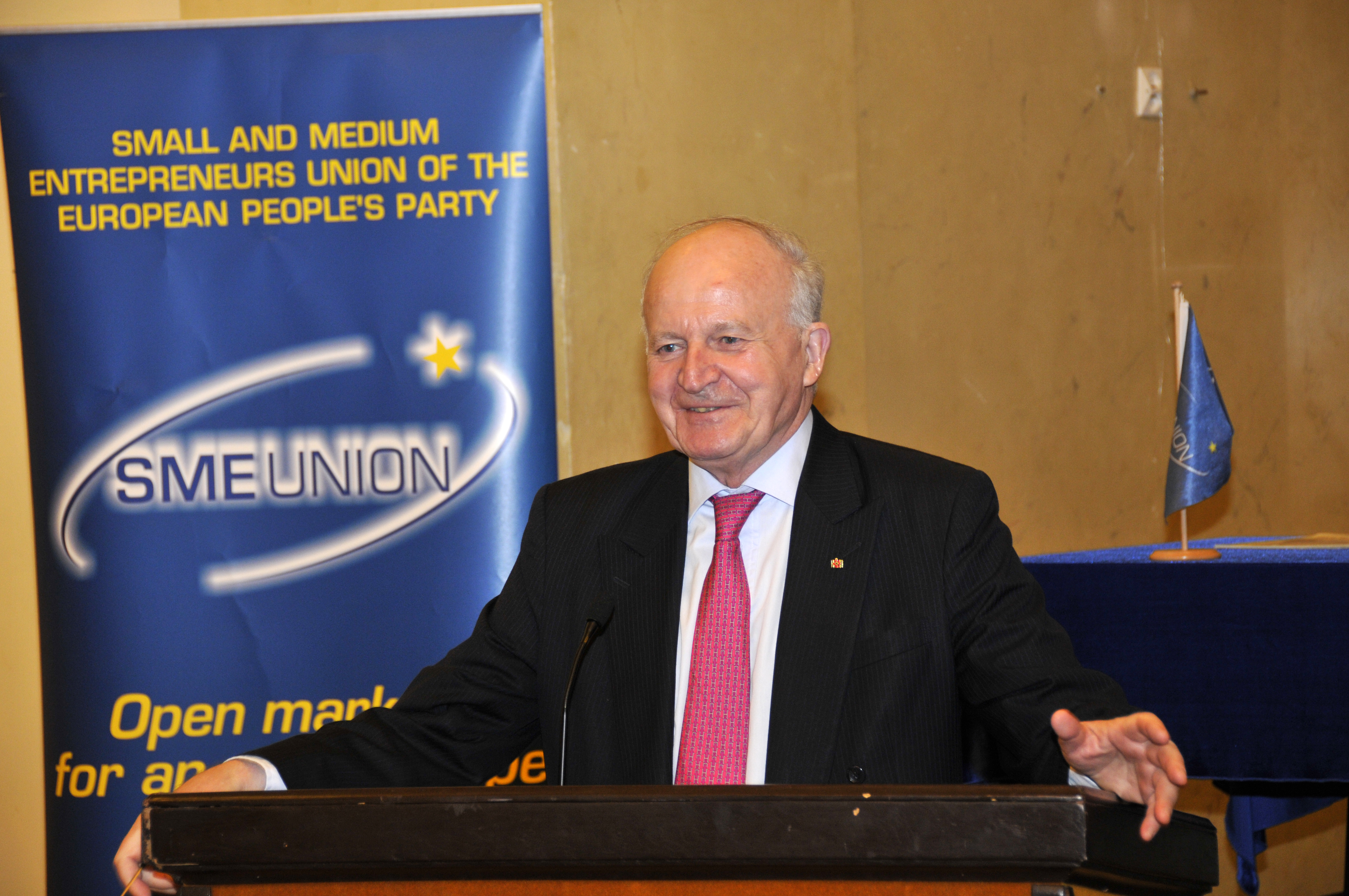
Rueda de prensa de PyMEs Europa en el XXI Congreso del Partido Popular Europeo en Bucarest.

La red PyMEs Europa, tiene como objetivo mejorar la política europea para que sea más abierta a los pequeños y medianos empresarios. Esta entidad tiene una especial importancia para el PPE, ya que considera a las PyMEs como una importante fuente de trabajo, prosperidad y crecimiento.
Una de las principales prioridades de la asociación, dirigida por el eurodiputado Bendt Bendtsen, propone reformar el marco legal de pequeñas y medianas empresas en la Unión Europea, y promover así sus intereses en Europa para que sean verdadero motor de la economía del continente.

#### Unión Europea de Mayores
La Unión Europea de Personas Mayores (ESCU por sus siglas en inglés), fue fundada en Madrid en el año 1995 y está liderada por Ann Hermans del partido belga Cristiano Demócrata y Flamenco. Es la organización política más grande de personas mayores, con 36 organizaciones de veintisiete estados, sumando más de 1 200 000 miembros.
La ESCU está dedicada a la lucha por el mejoramiento de los derechos de los mayores y su incorporación en la sociedad. Sus objetivos son la promoción del rol de los mayores en una sociedad europea que avanza en edad, la lucha contra la discriminación de los ancianos, el sistema de pensiones europeo, relaciones intergeneracionales y la participación.

#### Unión Europea de Trabajadores Demócrata Cristianos
La Unión Europea de Trabajadores Demócrata Cristianos (EUCDW por sus siglas en inglés) es la organización de trabajadores del Partido Popular Europeo, que agrupa a veinticuatro organizaciones de dieciocho países europeos, y está liderada por el eurodiputado alemán Elmar Brok.
La EUCDW busca la unificación política de una Europa democrática, promover el desarrollo del PPE sobre las bases de la enseñanza social cristiana, representar y defender los intereses de los trabajadores en la política europea, trabajar por los principios de la enseñanza social cristiana y aumentar la cooperación con los trabajadores y sus representantes para concretar el Modelo Social Europeo.

### Miembros simpatizantes
Por último, vale destacar que la comisaría europea búlgara Kristalina Georgieva no forma parte de ningún partido estatal en su país, aunque fuera propuesta por Ciudadanos por el Desarrollo Europeo de Bulgaria para el cargo, pero tiene el cargo de miembro simpatizante del Partido Popular Europeo. Anteriores comisarios como Andris Piebalgs o Dacian Ciolos, han tenido el mismo estatus.